# Az Újpest FC 2021–2022-es szezonja
Az Újpest FC a 2021–2022-es szezonban az NB1-ben indul, miután a 2020–2021-es NB1-es szezonban hatodik helyen zárta a bajnokságot.
Az UEFA Európa Konferencia Liga második selejtező körében kapcsolódnak be, miután a 2020-2021-es MOL Magyar Kupát megnyerték.

## Változások a csapat keretében
2021. június 8. szerint.
*A félkövérrel jelölt játékosok felnőtt válogatottsággal rendelkeznek.

### Érkezők
| Mezszám | Poz. | Nemzetiség | Név            | Kor | Honnan      | Szerződés megnevezése | Átigazolási időszak | Szerződés vége | Átigazolás összege | Forrás |
| ------- | ---- | ---------- | -------------- | --- | ----------- | --------------------- | ------------------- | -------------- | ------------------ | ------ |
| -       | V    | magyar     | Szűcs Kristóf  | 24  | FC Ajka     | kölcsönből vissza     | Nyári               | 0-             | 0-                 |        |
| -       | CS   | brazil     | Fernando Viana | 29  | Kisvárda FC | átigazolás            | Nyári               | Nem publikus   | ?                  | [ 3 ]  |

### Távozók
| Mezszám | Poz. | Nemzetiség | Név                 | Kor | Hova       | Szerződés megnevezése | Átigazolási időszak | Szerződés vége | Átigazolás összege | Forrás |
| ------- | ---- | ---------- | ------------------- | --- | ---------- | --------------------- | ------------------- | -------------- | ------------------ | ------ |
| 4       | V    | macedón    | Kire Risztevszki    | 30  | AÉ Lemeszú | lejárt a szerződése   | Nyári               | Nem publikus   | ingyen             | [ 4 ]  |
| 25      | CS   | mali       | Victor Kantabadouno | 21  | Wakriya AC | kölcsönből vissza     | Nyári               | 0-             | 0-                 |        |

## Jelenlegi keret
Utolsó módosítás: 2021. június 8.
A vastaggal jelzett játékosok felnőtt válogatottsággal rendelkeznek.
A dőlttel jelzett játékosok kölcsönben szerepelnek a klubnál.
| Mezszám                | Név                   | Nemzetiség     | Születési hely | Születési idő (kor)            | Korábbi csapat                        | Érték (€) | Szerződés lejárta |
| Kapusok                | Kapusok               | Kapusok        | Kapusok        | Kapusok                        | Kapusok                               | Kapusok   | Kapusok           |
| ---------------------- | --------------------- | -------------- | -------------- | ------------------------------ | ------------------------------------- | --------- | ----------------- |
| 1                      | Filip Pajović         | szerb          | Nagybecskerek  | 1993. július 30. (31 éves)     | FK Čukarički                          | 250 000   | Nem publikus      |
| 23                     | Banai Dávid           | magyar         | Budapest       | 1994. május 9. (30 éves)       | utánpótlásból került fel              | 300 000   | 2023.06.30.       |
| 34                     | Tomori Zoltán         | magyar         | Budapest       | 1999. május 6. (25 éves)       | Budapest Honvéd FC-MFA                | 50 000    | Nem publikus      |
| Védők                  |                       |                |                |                                |                                       |           |                   |
| 3                      | Jovan Baošić          | MNE            | Bijelo Polje   | 1995. július 7. (29 éves)      | FK Zeta                               | 150 000   | Nem publikus      |
| 5                      | Máté Zsolt            | magyar         | Szabadszállás  | 1997. szeptember 14. (27 éves) | Budapest Honvéd FC-MFA                | 200 000   | 2022.06.30.       |
| 13                     | Jorgosz Kutrumpisz    | görög          | Athén          | 1991. február 10. (34 éves)    | ÓFI Kréta                             | 400 000   | Nem publikus      |
| 19                     | Mauro Cerqueira       | portugál       | Lisszabon      | 1992. augusztus 20. (32 éves)  | Associação Académica de Coimbra – OAF | 200 000   | Nem publikus      |
| 20                     | Simeon Ajanah-Chinedu | nigéria        | Nigéria, ?     | 2000. október 23. (24 éves)    | OFK Titograd Podgorica                | 50 000    | Nem publikus      |
| 21                     | Nemanja Antonov       | szerb          | Pancsova       | 1995. május 6. (29 éves)       | Royal Excel Mouscron                  | 450 000   | 2023.06.30.       |
| 49                     | Branko Pauljević      | szerb · magyar | Fehértemplom   | 1989. június 12. (35 éves)     | Puskás Akadémia FC                    | 250 000   | 2021.06.30.       |
| 62                     | Lirim Kastrati        | KOS · albán    | Mališevo       | 1999. február 2. (26 éves)     | Bologna FC 1909 U19                   | 350 000   | 2024.06.30.       |
|                        | Szűcs Kristóf         | magyar         | Szeged         | 1997. január 3. (28 éves)      | FC Ajka                               | 50 000    | Nem publikus      |
| Középpályások          |                       |                |                |                                |                                       |           |                   |
| 8                      | Stieber András        | magyar         | Sárvár         | 1991. október 8. (33 éves)     | Budaörsi SC                           | 75 000    | Nem publikus      |
| 14                     | Csongvai Áron         | magyar         | Budapest       | 2000. október 31. (24 éves)    | utánpótlásból került fel              | 250 000   | 2022.06.30.       |
| 15                     | Miroslav Bjeloš       | szerb          | Újvidék        | 1990. október 29. (34 éves)    | FK Napredak Kruševac                  | 150 000   | 2023.06.30.       |
| 22                     | Nikola Mitrović       | szerb          | Kruševac       | 1987. január 2. (38 éves)      | Zalaegerszegi TE FC                   | 200 000   | 2021.06.30.       |
| 24                     | Yohan Croizet         | francia        | Sarrebourg     | 1992. február 15. (33 éves)    | Oud-Heverlee Leuven                   | 450 000   | Nem publikus      |
| 27                     | Katona Mátyás         | magyar         | Budapest       | 1999. december 30. (25 éves)   | utánpótlásból került fel              | 100 000   | 2022.06.30.       |
| 30                     | Vincent Onovo         | nigéria        | Agbani         | 1995. december 10. (29 éves)   | Helsingin JK                          | 400 000   | 2021.12.31.       |
| 55                     | Szakály Péter         | magyar         | Nagyatád       | 1986. augusztus 17. (38 éves)  | Puskás Akadémia FC                    | 100 000   | 2022.06.30.       |
| Támadók                |                       |                |                |                                |                                       |           |                   |
| 6                      | Yassine El Ghanassy   | belga · MOR    | La Louvière    | 1990. július 12. (34 éves)     | FC Nantes                             | 150 000   | Nem publikus      |
| 7                      | Simon Krisztián       | magyar         | Budapest       | 1991. június 10. (33 éves)     | TSV 1860 München                      | 300 000   | Nem publikus      |
| 9                      | Bacsa Patrik          | magyar         | Miskolc        | 1992. június 3. (32 éves)      | Diósgyőri VTK                         | 150 000   | 2022.06.30.       |
| 10                     | Stieber Zoltán        | magyar         | Sárvár         | 1988. október 16. (36 éves)    | Zalaegerszegi TE FC                   | 200 000   | Nem publikus      |
| 11                     | Junior Tallo          | CIV            | Magbehigouepa  | 1992. december 21. (32 éves)   | FC Chambly                            | 400 000   | Nem publikus      |
| 17                     | Giorgi Beridze        | grúz           | Mestia         | 1997. május 12. (27 éves)      | KAA Gent                              | 650 000   | Nem publikus      |
| 33                     | Mucsányi Márk         | magyar         | Budapest       | 2001. november 16. (23 éves)   | utánpótlásból került fel              | 50 000    | Nem publikus      |
| 77                     | Antonio Perošević     | horvát         | Split          | 1992. március 6. (33 éves)     | Puskás Akadémia FC                    | 250 000   | 2021.06.30.       |
|                        | Fernando Viana        | brazil         | Brazíliaváros  | 1992. február 20. (33 éves)    | Kisvárda FC                           | 350 000   | Nem publikus      |
| Kölcsönadott játékosok |                       |                |                |                                |                                       |           |                   |
| Név                    | Poszt                 | Nemzetiség     | Születési hely | Születési idő                  | Kölcsönben itt                        | Érték (€) | Kölcsön lejárta   |
|                        |                       |                |                |                                |                                       |           |                   |

## Klubvezetés és szakmai stáb
2022. február 10-én lett frissítve.
| Elnök                            | Roderick Duchatelet | Vezetőedző        | Milos Kruscsics    |
| Ügyvezető igazgató               | Berta Csaba         | Másodedző         | Bojan Trkulja      |
| Sportkoordinátor                 | Kabát Péter         | Erőnléti edző     | Milos Bogicevic    |
| Innovációs és Fejlesztési vezető | Lovász Viktor       | Kapusedző         | Babócsy András     |
| Innovációs és Fejlesztési vezető | Weisz Dóra          | Technikai vezető  | Fórizs Fanni       |
| Sales munkatárs                  | Adorján-Tóth Péter  | Orvos             | Dr. Kollár Iván    |
| Marketing munkatárs              | Sajni Zóra Anna     | Fizioterapeuta    | Zarko Milovanovic  |
| Szervezési vezető                | Tóvizi Nóra         | Fizioterapeuta    | Aleksandar Jovetic |
| Szervezési munkatárs             | Zsitva Babett       | Masszőr           | Hénap Kálmán       |
| Catering vezető / Szervezés      | Meszesán Tamás      | Masszőr           | Kádár József       |
| Pénzügyi és számviteli munkatárs | Molnár Katalin      | Sportpszichológus | Bóna Krisztina     |
| Sales és marketing munkatárs     | Tényi István        | Szertáros         | Kutassy Dániel     |
| Social media manager             | Galambos Alexandra  |                   |                    |
| Kommunikációs vezető             | Galambos Alexandra  |                   |                    |
| Titkárságvezető                  | Nyistyár Enikő      |                   |                    |
| Utánpótlás technikai vezető      | Magyari Balázs      |                   |                    |
| Utánpótlás operatív igazgató     | Víg Péter           |                   |                    |
| Utánpótlás szakmai igazgató      | Szabó György        |                   |                    |

## Statisztikák
Utolsó elszámolt mérkőzés: 2022. május 13.

### Kiírások
A felkészülési mérkőzéseket nem vettük figyelembe.
Dőlttel a jelenleg még le nem zárult kiírás(oka)t illetve az abban elért helyezést jelöltük.
| Kiírás                       | Statisztikák | Statisztikák | Statisztikák | Statisztikák | Statisztikák | Statisztikák | Statisztikák | Statisztikák | Statisztikák | Statisztikák | Kezdő forduló/ helyezés | Végső forduló/ helyezés       | Mérkőzések dátumai | Mérkőzések dátumai | Mérkőzések dátumai |
| Kiírás                       | M            | GY           | D            | V            | LG–KG        | ÖG           | GK           | RGÁ          | KGÁ          | ÖGÁ          | Kezdő forduló/ helyezés | Végső forduló/ helyezés       | Első               | Utolsó             | Következő          |
| ---------------------------- | ------------ | ------------ | ------------ | ------------ | ------------ | ------------ | ------------ | ------------ | ------------ | ------------ | ----------------------- | ----------------------------- | ------------------ | ------------------ | ------------------ |
| OTP Bank Liga                | 33           | 12           | 08           | 13           | 50–48        | 098          | 0+2          | 1,52         | 1,45         | 2,97         | 11.                     | 5.                            | 2021. 08. 01.      | 2022. 05. 13.      | —                  |
| MOL Magyar Kupa              | 05           | 04           | 0            | 01           | 10–07        | 017          | 0+3          | 2,00         | 1,40         | 3,40         | 8. forduló (legjobb 64) | Elődöntő (főtábla 7. forduló) | 2021. 09. 18.      | 2022. 04. 19.      | —                  |
| UEFA Európa Konferencia Liga | 04           | 02           | 0            | 02           | 06–08        | 014          | 0–2          | 1,50         | 2,00         | 3,50         | 2. selejtezőkör         | 3. selejtezőkör               | 2021. 07. 22.      | 2021. 08. 12.      | —                  |
| Összesen                     | 42           | 18           | 08           | 16           | 66–63        | 129          | 0+3          | 1,57         | 1,50         | 3,07         |                         |                               |                    |                    |                    |
| Ebből hazai pályán           | 20           | 09           | 05           | 06           | 33–26        | 059          | 0+7          | 1,65         | 1,30         | 2,95         |                         |                               |                    |                    |                    |
| Ebből idegenben              | 22           | 09           | 03           | 10           | 33–37        | 070          | 0–4          | 1,50         | 1,68         | 3,18         |                         |                               |                    |                    |                    |

### Gólszerzők a szezonban
A táblázatban csak azokat az Újpest FC játékosokat tüntettük fel, akik a szezon során legalább egy gólt szereztek bármelyik kiírásban.
A felkészülési mérkőzéseket nem vettük figyelembe.
A táblázat elején a több gólt elérő játékosokat tüntettük fel (az összes kiírást tekintve).
Egy-egy mérkőzés részletei a forduló sorszámára kattintva nézhető meg.
| Játékos                                        | Összes gól                                     | Összes gól                                     | Összes gól                                     | OTP Bank Liga                                  | OTP Bank Liga                                  | OTP Bank Liga                                  | OTP Bank Liga | OTP Bank Liga | OTP Bank Liga | OTP Bank Liga | OTP Bank Liga | OTP Bank Liga | OTP Bank Liga | OTP Bank Liga | OTP Bank Liga | OTP Bank Liga | OTP Bank Liga | OTP Bank Liga | OTP Bank Liga | OTP Bank Liga | OTP Bank Liga | OTP Bank Liga | OTP Bank Liga | OTP Bank Liga | OTP Bank Liga | OTP Bank Liga | OTP Bank Liga | OTP Bank Liga | OTP Bank Liga | OTP Bank Liga | OTP Bank Liga | OTP Bank Liga | OTP Bank Liga | OTP Bank Liga | OTP Bank Liga | OTP Bank Liga | OTP Bank Liga | OTP Bank Liga | OTP Bank Liga | MOL Magyar Kupa | MOL Magyar Kupa | MOL Magyar Kupa | MOL Magyar Kupa | MOL Magyar Kupa | MOL Magyar Kupa | MOL Magyar Kupa | MOL Magyar Kupa | UEFA Európa Konferencia Liga | UEFA Európa Konferencia Liga | UEFA Európa Konferencia Liga | UEFA Európa Konferencia Liga | UEFA Európa Konferencia Liga | UEFA Európa Konferencia Liga | UEFA Európa Konferencia Liga |
| Játékos                                        | Összes gól                                     | Összes gól                                     | Összes gól                                     | Gólok                                          | Gólok                                          | Gólok                                          | 1             | 2             | 3             | 4             | 5             | 6             | 7             | 8             | 9             | 10            | 11            | 12            | 13            | 14            | 15            | 16            | 17            | 18            | 19            | 20            | 21            | 22            | 23            | 24            | 25            | 26            | 27            | 28            | 29            | 30            | 31            | 32            | 33            | Gólok           | Gólok           | Gólok           | 8f              | 9f              | 8d              | 4d              | ed              | Gólok                        | Gólok                        | Gólok                        | 2/1                          | 2/2                          | 3/1                          | 3/2                          |
| Játékos                                        | Gól                                            | 11                                             | öngól                                          | Gól                                            | 11                                             | öngól                                          | o             | i             | o             | o             | i             | o             | i             | o             | i             | o             | i             | i             | o             | i             | i             | o             | i             | o             | i             | o             | i             | o             | o             | i             | o             | o             | i             | o             | i             | o             | i             | o             | i             | Gól             | 11              | öngól           | i               | i               | o               | i               | i               | Gól                          | 11                           | öngól                        | o                            | i                            | o                            | i                            |
| ---------------------------------------------- | ---------------------------------------------- | ---------------------------------------------- | ---------------------------------------------- | ---------------------------------------------- | ---------------------------------------------- | ---------------------------------------------- | ------------- | ------------- | ------------- | ------------- | ------------- | ------------- | ------------- | ------------- | ------------- | ------------- | ------------- | ------------- | ------------- | ------------- | ------------- | ------------- | ------------- | ------------- | ------------- | ------------- | ------------- | ------------- | ------------- | ------------- | ------------- | ------------- | ------------- | ------------- | ------------- | ------------- | ------------- | ------------- | ------------- | --------------- | --------------- | --------------- | --------------- | --------------- | --------------- | --------------- | --------------- | ---------------------------- | ---------------------------- | ---------------------------- | ---------------------------- | ---------------------------- | ---------------------------- | ---------------------------- |
| Beridze                                        | 12                                             | 2                                              | 0                                              | 8                                              | 1                                              | 0                                              |               |               |               |               |               | Gól           |               |               |               |               |               | gól           | Gól           |               |               | Gól · Gól     |               |               |               |               |               |               |               |               |               |               | Gól           | Gól           |               |               |               |               | Gól           | 3               | 1               | 0               | Gól             | gól · Gól       |                 |                 |                 | 1                            | 0                            | 0                            |                              | Gól                          |                              |                              |
| Zivzivadze                                     | 11                                             | 1                                              | 0                                              | 11                                             | 1                                              | 0                                              |               |               |               |               |               |               |               |               |               |               |               |               |               |               |               |               |               |               |               |               | Gól           | Gól · Gól     | Gól           | Gól           |               | Gól           | Gól           | Gól · Gól     | gól           |               |               |               | Gól           | 0               | 0               | 0               |                 |                 |                 |                 |                 | 0                            | 0                            | 0                            |                              |                              |                              |                              |
| Croizet                                        | 7                                              | 0                                              | 0                                              | 6                                              | 0                                              | 0                                              |               | Gól · Gól     |               |               |               |               |               |               |               |               |               |               |               |               | Gól           | Gól           |               |               |               |               | Gól           |               |               |               |               |               |               |               |               |               |               | Gól           |               | 0               | 0               | 0               |                 |                 |                 |                 |                 | 0                            | 0                            | 0                            |                              |                              | Gól                          |                              |
| Bjeloš                                         | 5                                              | 0                                              | 0                                              | 4                                              | 0                                              | 0                                              |               |               |               |               |               | Gól           |               |               |               |               | Gól           |               |               | Gól           |               |               |               |               |               |               |               | Gól           |               |               |               |               |               |               |               |               |               |               |               | 1               | 0               | 0               |                 |                 |                 | Gól             |                 | 0                            | 0                            | 0                            |                              |                              |                              |                              |
| Katona                                         | 5                                              | 0                                              | 0                                              | 5                                              | 0                                              | 0                                              | Gól           |               | Gól           |               |               |               |               |               |               |               |               |               |               |               |               |               |               |               |               |               |               |               |               |               |               | Gól           |               | Gól           |               |               |               |               | Gól           | 0               | 0               | 0               |                 |                 |                 |                 |                 | 0                            | 0                            | 0                            |                              |                              |                              |                              |
| Tallo                                          | 4                                              | 1                                              | 0                                              | 2                                              | 0                                              | 0                                              |               |               |               | Gól           |               |               | Gól           |               |               |               |               |               |               |               |               |               |               |               |               |               |               |               |               |               |               |               |               |               |               |               |               |               |               | 0               | 0               | 0               |                 |                 |                 |                 |                 | 2                            | 1                            | 0                            | Gól                          | gól                          |                              |                              |
| Csongvai                                       | 3                                              | 0                                              | 0                                              | 2                                              | 0                                              | 0                                              |               |               |               |               |               |               |               |               |               | Gól           |               |               |               |               |               | Gól           |               |               |               |               |               |               |               |               |               |               |               |               |               |               |               |               |               | 1               | 0               | 0               |                 |                 | Gól             |                 |                 | 0                            | 0                            | 0                            |                              |                              |                              |                              |
| Diaby                                          | 3                                              | 0                                              | 1                                              | 1                                              | 0                                              | 0                                              |               |               |               |               |               |               |               |               |               |               |               |               |               |               |               |               |               |               |               |               |               |               |               |               |               |               |               |               |               |               | Gól           |               |               | 2               | 0               | 1               | Gól · Gól       |                 |                 |                 | öngól           | 0                            | 0                            | 0                            |                              |                              |                              |                              |
| Onovo                                          | 2                                              | 0                                              | 0                                              | 1                                              | 0                                              | 0                                              |               |               |               |               |               |               |               |               |               |               |               |               |               |               |               |               |               |               |               |               |               |               |               |               |               |               |               |               |               | Gól           |               |               |               | 0               | 0               | 0               |                 |                 |                 |                 |                 | 1                            | 0                            | 0                            |                              | Gól                          |                              |                              |
| Simon K.                                       | 2                                              | 0                                              | 0                                              | 0                                              | 0                                              | 0                                              |               |               |               |               |               |               |               |               |               |               |               |               |               |               |               |               |               |               |               |               |               |               |               |               |               |               |               |               |               |               |               |               |               | 2               | 0               | 0               |                 |                 | Gól             | Gól             |                 | 0                            | 0                            | 0                            |                              |                              |                              |                              |
| Stieber                                        | 2                                              | 0                                              | 0                                              | 1                                              | 0                                              | 0                                              |               |               |               |               | Gól           |               |               |               |               |               |               |               |               |               |               |               |               |               |               |               |               |               |               |               |               |               |               |               |               |               |               |               |               | 0               | 0               | 0               |                 |                 |                 |                 |                 | 1                            | 0                            | 0                            | Gól                          |                              |                              |                              |
| Antonov                                        | 1                                              | 0                                              | 0                                              | 1                                              | 0                                              | 0                                              |               |               |               |               |               |               |               |               |               |               |               |               |               |               |               |               |               |               |               |               |               |               |               | Gól           |               |               |               |               |               |               |               |               |               | 0               | 0               | 0               |                 |                 |                 |                 |                 | 0                            | 0                            | 0                            |                              |                              |                              |                              |
| Kastrati                                       | 1                                              | 0                                              | 0                                              | 1                                              | 0                                              | 0                                              |               |               |               |               |               |               |               | Gól           |               |               |               |               |               |               |               |               |               |               |               |               |               |               |               |               |               |               |               |               |               |               |               |               |               | 0               | 0               | 0               |                 |                 |                 |                 |                 | 0                            | 0                            | 0                            |                              |                              |                              |                              |
| Kone                                           | 1                                              | 0                                              | 0                                              | 1                                              | 0                                              | 0                                              |               |               |               |               |               |               |               |               |               |               |               |               | Gól           |               |               |               |               |               |               |               |               |               |               |               |               |               |               |               |               |               |               |               |               | 0               | 0               | 0               |                 |                 |                 |                 |                 | 0                            | 0                            | 0                            |                              |                              |                              |                              |
| Mitrovics                                      | 1                                              | 0                                              | 0                                              | 1                                              | 0                                              | 0                                              |               |               |               |               |               |               |               |               |               |               |               |               |               |               |               |               |               |               |               |               |               |               |               |               |               |               |               |               |               | Gól           |               |               |               | 0               | 0               | 0               |                 |                 |                 |                 |                 | 0                            | 0                            | 0                            |                              |                              |                              |                              |
| Pauljevics                                     | 1                                              | 0                                              | 0                                              | 1                                              | 0                                              | 0                                              |               |               |               |               |               |               |               |               |               |               |               |               |               |               |               |               |               |               |               |               |               |               | Gól           |               |               |               |               |               |               |               |               |               |               | 0               | 0               | 0               |                 |                 |                 |                 |                 | 0                            | 0                            | 0                            |                              |                              |                              |                              |
| Viana                                          | 1                                              | 0                                              | 0                                              | 1                                              | 0                                              | 0                                              |               |               |               |               |               |               |               |               |               |               |               |               |               | Gól           |               |               |               |               |               |               |               |               |               |               |               |               |               |               |               |               |               |               |               | 0               | 0               | 0               |                 |                 |                 |                 |                 | 0                            | 0                            | 0                            |                              |                              |                              |                              |
| Yahaya                                         | 1                                              | 0                                              | 0                                              | 0                                              | 0                                              | 0                                              |               |               |               |               |               |               |               |               |               |               |               |               |               |               |               |               |               |               |               |               |               |               |               |               |               |               |               |               |               |               |               |               |               | 1               | 0               | 0               |                 |                 |                 | Gól             |                 | 0                            | 0                            | 0                            |                              |                              |                              |                              |
| Kutrumpisz                                     | 0                                              | 0                                              | 1                                              | 0                                              | 0                                              | 1                                              |               |               |               |               |               |               |               |               |               |               | öngól         |               |               |               |               |               |               |               |               |               |               |               |               |               |               |               |               |               |               |               |               |               |               | 0               | 0               | 0               |                 |                 |                 |                 |                 | 0                            | 0                            | 0                            |                              |                              |                              |                              |
| öngól                                          | 3                                              | —                                              | —                                              | 3                                              | —                                              | —                                              |               |               |               |               |               |               |               |               |               |               | Gól           |               | Gól           |               |               |               |               |               |               |               |               |               |               |               |               |               | Gól           |               |               |               |               |               |               | 0               | —               | —               |                 |                 |                 |                 |                 | 0                            | —                            | —                            |                              |                              |                              |                              |
| Összesen                                       | 66                                             | 4                                              | 1                                              | 50                                             | 2                                              | 1                                              | 1             | 2             | 1             | 1             | 1             | 2             | 1             | 1             | 0             | 1             | 2             | 1             | 3             | 2             | 1             | 4             | 0             | 0             | 0             | 0             | 2             | 3             | 2             | 2             | 0             | 2             | 3             | 4             | 1             | 2             | 1             | 1             | 3             | 10              | 1               | 0               | 3               | 2               | 2               | 3               | 0               | 6                            | 1                            | 0                            | 2                            | 3                            | 1                            | 0                            |
| OTP Bank Ligában – öszi–tavaszi szezon szerint | OTP Bank Ligában – öszi–tavaszi szezon szerint | OTP Bank Ligában – öszi–tavaszi szezon szerint | OTP Bank Ligában – öszi–tavaszi szezon szerint | OTP Bank Ligában – öszi–tavaszi szezon szerint | OTP Bank Ligában – öszi–tavaszi szezon szerint | OTP Bank Ligában – öszi–tavaszi szezon szerint | 24            | 24            | 24            | 24            | 24            | 24            | 24            | 24            | 24            | 24            | 24            | 24            | 24            | 24            | 24            | 24            | 24            | 26            | 26            | 26            | 26            | 26            | 26            | 26            | 26            | 26            | 26            | 26            | 26            | 26            | 26            | 26            | 26            |                 |                 |                 |                 |                 |                 |                 |                 |                              |                              |                              |                              |                              |                              |                              |
| OTP Bank Ligában – körök szerint               | OTP Bank Ligában – körök szerint               | OTP Bank Ligában – körök szerint               | OTP Bank Ligában – körök szerint               | OTP Bank Ligában – körök szerint               | OTP Bank Ligában – körök szerint               | OTP Bank Ligában – körök szerint               | 13            | 13            | 13            | 13            | 13            | 13            | 13            | 13            | 13            | 13            | 13            | 16            | 16            | 16            | 16            | 16            | 16            | 16            | 16            | 16            | 16            | 16            | 21            | 21            | 21            | 21            | 21            | 21            | 21            | 21            | 21            | 21            | 21            |                 |                 |                 |                 |                 |                 |                 |                 |                              |                              |                              |                              |                              |                              |                              |

Jelmagyarázat: : büntetőgól; : az Újpest FC játékosa az ellenfél javára rúgott öngólt ért el;
Helyszín: o = otthon (hazai pályán); i = idegenben; vörös színű vonallal az őszi és a tavaszi szezon váltását jelezzük
Magyar Kupa: 8f = 8. forduló; 9f = 9. forduló; 8d = nyolcaddöntő; 4d = negyeddöntő; ed = elődöntő;
Sötétszürke háttér a játékos nevénél: azon játékosok vannak így jelölve, akik szezon közben eligazoltak a csapattól.

#### Egy mérkőzésen kettő vagy több gólt szerző játékosok
A végeredmény az Újpest FC szemszögéből értendő.
| Játékos         | Dátum         | Forduló                  | Ellenfél                     | Végeredmény | A játékos góljainak száma |
| --------------- | ------------- | ------------------------ | ---------------------------- | ----------- | ------------------------- |
| Yohan Croizet   | 2021. 08. 08. | OTP Bank Liga 2. ford.   | Debrecen (i)                 | 2–2         | 2                         |
| Abdoulaye Diaby | 2021. 09. 18. | MOL Magyar Kupa 8. ford. | Tiszakécskei LC (NB II.) (i) | 3–0         | 2                         |
| Giorgi Beridze  | 2021. 10. 27. | MOL Magyar Kupa 9. ford. | Budafoki MTE (NB II.) (i)    | 2–1         | 2                         |
| Giorgi Beridze  | 2021. 12. 12. | OTP Bank Liga 16. ford.  | Paks (o)                     | 4–3         | 2                         |
| Budu Zivzivadze | 2022. 02. 27. | OTP Bank Liga 22. ford.  | Mezőkövesd (o)               | 3–1         | 2                         |
| Budu Zivzivadze | 2022. 04. 16. | OTP Bank Liga 28. ford.  | Zalaegerszeg (o)             | 4–0         | 2                         |

Jelmagyarázat: Helyszín: o = otthon (hazai pályán); i = idegenben; : büntetőgól

### Sárga/piros lapok és eltiltások a szezonban
Csak azokat a játékosokat tüntettük fel a táblázatban, akik a szezon során legalább egy figyelmeztetést kaptak bármelyik kiírásban.
Egy-egy mérkőzés részletei a forduló sorszámára kattintva nézhető meg.
| Játékos                                        | Összes figyelmeztetés                          | Összes figyelmeztetés                          | Összes figyelmeztetés                          | Összes figyelmeztetés                          | Összes figyelmeztetés                          | OTP Bank Liga                                  | OTP Bank Liga                                  | OTP Bank Liga                                  | OTP Bank Liga                                  | OTP Bank Liga                                  | OTP Bank Liga | OTP Bank Liga | OTP Bank Liga | OTP Bank Liga | OTP Bank Liga | OTP Bank Liga | OTP Bank Liga | OTP Bank Liga | OTP Bank Liga | OTP Bank Liga | OTP Bank Liga | OTP Bank Liga | OTP Bank Liga | OTP Bank Liga | OTP Bank Liga                        | OTP Bank Liga | OTP Bank Liga | OTP Bank Liga | OTP Bank Liga | OTP Bank Liga | OTP Bank Liga | OTP Bank Liga | OTP Bank Liga | OTP Bank Liga | OTP Bank Liga | OTP Bank Liga | OTP Bank Liga | OTP Bank Liga | OTP Bank Liga | OTP Bank Liga | OTP Bank Liga | OTP Bank Liga | OTP Bank Liga | MOL Magyar Kupa  | MOL Magyar Kupa  | MOL Magyar Kupa  | MOL Magyar Kupa  | MOL Magyar Kupa  | MOL Magyar Kupa | MOL Magyar Kupa | MOL Magyar Kupa | MOL Magyar Kupa | MOL Magyar Kupa | UEFA Európa Konferencia Liga | UEFA Európa Konferencia Liga | UEFA Európa Konferencia Liga | UEFA Európa Konferencia Liga | UEFA Európa Konferencia Liga | UEFA Európa Konferencia Liga | UEFA Európa Konferencia Liga | UEFA Európa Konferencia Liga | UEFA Európa Konferencia Liga |
| Játékos                                        | Összes figyelmeztetés                          | Összes figyelmeztetés                          | Összes figyelmeztetés                          | Összes figyelmeztetés                          | Összes figyelmeztetés                          | Figyelmeztetések                               | Figyelmeztetések                               | Figyelmeztetések                               | Figyelmeztetések                               | Figyelmeztetések                               | 1             | 2             | 3             | 4             | 5             | 6             | 7             | 8             | 9             | 10            | 11            | 12            | 13            | 14            | 15                                   | 16            | 17            | 18            | 19            | 20            | 21            | 22            | 23            | 24            | 25            | 26            | 27            | 28            | 29            | 30            | 31            | 32            | 33            | Figyelmeztetések | Figyelmeztetések | Figyelmeztetések | Figyelmeztetések | Figyelmeztetések | 8f              | 9f              | 8d              | 4d              | ed              | Figyelmeztetések             | Figyelmeztetések             | Figyelmeztetések             | Figyelmeztetések             | Figyelmeztetések             | 2/1                          | 2/2                          | 3/1                          | 3/2                          |
| Játékos                                        | Σ                                              |                                                |                                                |                                                | KM                                             | Σ                                              |                                                |                                                |                                                | KM                                             | o             | i             | o             | o             | i             | o             | i             | o             | i             | o             | i             | i             | o             | i             | i                                    | o             | i             | o             | i             | o             | i             | o             | o             | i             | o             | o             | i             | o             | i             | o             | i             | o             | i             | Σ                |                  |                  |                  | KM               | i               | i               | o               | i               | i               | Σ                            |                              |                              |                              | KM                           | o                            | i                            | o                            | i                            |
| ---------------------------------------------- | ---------------------------------------------- | ---------------------------------------------- | ---------------------------------------------- | ---------------------------------------------- | ---------------------------------------------- | ---------------------------------------------- | ---------------------------------------------- | ---------------------------------------------- | ---------------------------------------------- | ---------------------------------------------- | ------------- | ------------- | ------------- | ------------- | ------------- | ------------- | ------------- | ------------- | ------------- | ------------- | ------------- | ------------- | ------------- | ------------- | ------------------------------------ | ------------- | ------------- | ------------- | ------------- | ------------- | ------------- | ------------- | ------------- | ------------- | ------------- | ------------- | ------------- | ------------- | ------------- | ------------- | ------------- | ------------- | ------------- | ---------------- | ---------------- | ---------------- | ---------------- | ---------------- | --------------- | --------------- | --------------- | --------------- | --------------- | ---------------------------- | ---------------------------- | ---------------------------- | ---------------------------- | ---------------------------- | ---------------------------- | ---------------------------- | ---------------------------- | ---------------------------- |
| Antonov                                        | 9                                              | 9                                              | 0                                              | 0                                              | 0                                              | 4                                              | 4                                              | 0                                              | 0                                              | 0                                              |               |               | Sárga lap     | Sárga lap     |               |               | Sárga lap     |               |               |               |               |               |               |               |                                      |               |               |               |               |               |               |               |               |               |               |               |               |               | Sárga lap     |               |               |               |               | 3                | 3                | 0                | 0                | 0                |                 |                 | Sárga lap       | Sárga lap       | Sárga lap       | 2                            | 2                            | 0                            | 0                            | 0                            |                              |                              | Sárga lap                    | Sárga lap                    |
| Banai                                          | 4                                              | 4                                              | 0                                              | 0                                              | 0                                              | 4                                              | 4                                              | 0                                              | 0                                              | 0                                              |               |               | Sárga lap     |               |               |               | Sárga lap     | Sárga lap     |               | Sárga lap     |               |               |               |               |                                      |               |               |               |               |               |               |               |               |               |               |               |               |               |               |               |               |               |               | 0                | 0                | 0                | 0                | 0                |                 |                 |                 |                 |                 | 0                            | 0                            | 0                            | 0                            | 0                            |                              |                              |                              |                              |
| Beridze                                        | 5                                              | 5                                              | 0                                              | 0                                              | 0                                              | 3                                              | 3                                              | 0                                              | 0                                              | 0                                              |               |               |               |               |               |               |               | Sárga lap     |               |               |               |               |               |               |                                      |               |               |               | Sárga lap     |               |               | Sárga lap     |               |               |               |               |               |               |               |               |               |               |               | 2                | 2                | 0                | 0                | 0                |                 |                 |                 |                 | Sárga lap       | 1                            | 1                            | 0                            | 0                            | 0                            | Sárga lap                    |                              |                              |                              |
| Bjeloš                                         | 3                                              | 3                                              | 0                                              | 0                                              | 0                                              | 2                                              | 2                                              | 0                                              | 0                                              | 0                                              |               |               |               |               |               |               |               |               |               |               |               |               |               |               | Sárga lap                            |               |               |               |               |               |               |               |               |               |               | Sárga lap     |               |               |               |               |               |               |               | 1                | 1                | 0                | 0                | 0                |                 |                 |                 | Sárga lap       |                 | 0                            | 0                            | 0                            | 0                            | 0                            |                              |                              |                              |                              |
| Boumal                                         | 4                                              | 4                                              | 0                                              | 0                                              | 0                                              | 3                                              | 3                                              | 0                                              | 0                                              | 0                                              |               |               |               |               |               |               |               |               |               |               |               |               |               |               |                                      |               |               |               |               |               |               |               |               |               | Sárga lap     |               |               |               |               |               | Sárga lap     | Sárga lap     |               | 1                | 1                | 0                | 0                | 0                |                 |                 |                 | Sárga lap       |                 | 0                            | 0                            | 0                            | 0                            | 0                            |                              |                              |                              |                              |
| Croizet                                        | 6                                              | 6                                              | 0                                              | 0                                              | 1                                              | 6                                              | 6                                              | 0                                              | 0                                              | 1                                              |               |               |               |               | Sárga lap     |               |               | Sárga lap     |               |               |               |               |               |               |                                      |               |               | Sárga lap     |               | Sárga lap     |               | Sárga lap     | X             | Sárga lap     |               |               |               |               |               |               |               |               |               | 0                | 0                | 0                | 0                | 0                |                 |                 |                 |                 |                 | 0                            | 0                            | 0                            | 0                            | 0                            |                              |                              |                              |                              |
| Csongvai                                       | 8                                              | 8                                              | 0                                              | 0                                              | 1                                              | 7                                              | 7                                              | 0                                              | 0                                              | 1                                              |               |               | Sárga lap     |               |               |               |               |               |               |               |               |               | Sárga lap     |               |                                      |               |               |               | Sárga lap     |               |               |               |               | Sárga lap     |               |               |               |               | Sárga lap     | X             | Sárga lap     | Sárga lap     |               | 1                | 1                | 0                | 0                | 0                |                 | Sárga lap       |                 |                 |                 | 0                            | 0                            | 0                            | 0                            | 0                            |                              |                              |                              |                              |
| Diaby                                          | 9                                              | 7                                              | 0                                              | 2                                              | 2                                              | 6                                              | 4                                              | 0                                              | 2                                              | 2                                              | Sárga lap     | kiállítva     | X             |               |               |               | kiállítva     | X             | Sárga lap     |               |               |               |               |               | Sárga lap                            |               |               | Sárga lap     |               |               |               |               |               |               |               |               |               |               |               |               |               |               |               | 1                | 1                | 0                | 0                | 0                |                 | Sárga lap       |                 |                 |                 | 2                            | 2                            | 0                            | 0                            | 0                            |                              | Sárga lap                    | Sárga lap                    |                              |
| Jevtoszki                                      | 1                                              | 1                                              | 0                                              | 0                                              | 0                                              | 1                                              | 1                                              | 0                                              | 0                                              | 0                                              |               | Sárga lap     |               |               |               |               |               |               |               |               |               |               |               |               |                                      |               |               |               |               |               |               |               |               |               |               |               |               |               |               |               |               |               |               | 0                | 0                | 0                | 0                | 0                |                 |                 |                 |                 |                 | 0                            | 0                            | 0                            | 0                            | 0                            |                              |                              |                              |                              |
| Kastrati                                       | 7                                              | 7                                              | 0                                              | 0                                              | 1                                              | 5                                              | 5                                              | 0                                              | 0                                              | 1                                              | Sárga lap     | Sárga lap     |               |               |               |               | Sárga lap     |               |               |               |               |               |               |               |                                      |               |               | Sárga lap     |               |               |               |               |               |               |               |               |               |               |               |               |               | Sárga lap     | X             | 0                | 0                | 0                | 0                | 0                |                 |                 |                 |                 |                 | 2                            | 2                            | 0                            | 0                            | 0                            | Sárga lap                    |                              |                              | Sárga lap                    |
| Katona                                         | 1                                              | 1                                              | 0                                              | 0                                              | 0                                              | 1                                              | 1                                              | 0                                              | 0                                              | 0                                              |               |               |               |               |               |               |               |               |               |               |               |               |               |               |                                      | Sárga lap     |               |               |               |               |               |               |               |               |               |               |               |               |               |               |               |               |               | 0                | 0                | 0                | 0                | 0                |                 |                 |                 |                 |                 | 0                            | 0                            | 0                            | 0                            | 0                            |                              |                              |                              |                              |
| Kutrumpisz                                     | 6                                              | 5                                              | 0                                              | 1                                              | 1                                              | 5                                              | 5                                              | 0                                              | 0                                              | 1                                              |               |               |               |               | Sárga lap     |               |               |               | Sárga lap     |               | Sárga lap     |               | Sárga lap     |               |                                      |               |               |               |               |               |               |               | Sárga lap     | X             |               |               |               |               |               |               |               |               |               | 1                | 0                | 0                | 1                | 0                |                 |                 |                 |                 | kiállítva       | 0                            | 0                            | 0                            | 0                            | 0                            |                              |                              |                              |                              |
| Kuusk                                          | 1                                              | 1                                              | 0                                              | 0                                              | 0                                              | 1                                              | 1                                              | 0                                              | 0                                              | 0                                              |               |               |               |               |               |               |               |               |               |               |               |               |               |               |                                      |               |               | Sárga lap     |               |               |               |               |               |               |               |               |               |               |               |               |               |               |               | 0                | 0                | 0                | 0                | 0                |                 |                 |                 |                 |                 | 0                            | 0                            | 0                            | 0                            | 0                            |                              |                              |                              |                              |
| Mack                                           | 2                                              | 2                                              | 0                                              | 0                                              | 0                                              | 2                                              | 2                                              | 0                                              | 0                                              | 0                                              |               |               |               |               |               |               |               |               |               |               | Sárga lap     |               |               |               | Sárga lap                            |               |               |               |               |               |               |               |               |               |               |               |               |               |               |               |               |               |               | 0                | 0                | 0                | 0                | 0                |                 |                 |                 |                 |                 | 0                            | 0                            | 0                            | 0                            | 0                            |                              |                              |                              |                              |
| Mitrovics                                      | 5                                              | 5                                              | 0                                              | 0                                              | 0                                              | 4                                              | 4                                              | 0                                              | 0                                              | 0                                              |               |               |               | Sárga lap     |               |               | Sárga lap     |               |               |               |               |               |               |               |                                      |               |               |               |               |               |               |               |               | Sárga lap     |               |               |               |               | Sárga lap     |               |               |               |               | 0                | 0                | 0                | 0                | 0                |                 |                 |                 |                 |                 | 1                            | 1                            | 0                            | 0                            | 0                            | Sárga lap                    |                              |                              |                              |
| Onovo                                          | 3                                              | 3                                              | 0                                              | 0                                              | 0                                              | 3                                              | 3                                              | 0                                              | 0                                              | 0                                              | Sárga lap     |               |               |               |               |               |               |               |               |               |               |               |               |               |                                      |               |               |               |               |               |               | Sárga lap     |               | Sárga lap     |               |               |               |               |               |               |               |               |               | 0                | 0                | 0                | 0                | 0                |                 |                 |                 |                 |                 | 0                            | 0                            | 0                            | 0                            | 0                            |                              |                              |                              |                              |
| Pauljevics                                     | 5                                              | 3                                              | 0                                              | 2                                              | 2                                              | 5                                              | 3                                              | 0                                              | 2                                              | 2                                              | Sárga lap     |               |               |               |               | kiállítva     | X             |               |               | kiállítva     | X             |               |               |               |                                      |               |               |               | Sárga lap     |               |               |               |               |               |               |               |               |               |               |               | Sárga lap     |               |               | 0                | 0                | 0                | 0                | 0                |                 |                 |                 |                 |                 | 0                            | 0                            | 0                            | 0                            | 0                            |                              |                              |                              |                              |
| Simon K.                                       | 2                                              | 2                                              | 0                                              | 0                                              | 0                                              | 2                                              | 2                                              | 0                                              | 0                                              | 0                                              |               |               | Sárga lap     |               |               |               |               |               |               |               |               |               |               | Sárga lap     |                                      |               |               |               |               |               |               |               |               |               |               |               |               |               |               |               |               |               |               | 0                | 0                | 0                | 0                | 0                |                 |                 |                 |                 |                 | 0                            | 0                            | 0                            | 0                            | 0                            |                              |                              |                              |                              |
| Stieber                                        | 2                                              | 2                                              | 0                                              | 0                                              | 0                                              | 2                                              | 2                                              | 0                                              | 0                                              | 0                                              |               |               |               |               |               | Sárga lap     |               |               |               | Sárga lap     |               |               |               |               |                                      |               |               |               |               |               |               |               |               |               |               |               |               |               |               |               |               |               |               | 0                | 0                | 0                | 0                | 0                |                 |                 |                 |                 |                 | 0                            | 0                            | 0                            | 0                            | 0                            |                              |                              |                              |                              |
| Tallo                                          | 4                                              | 3                                              | 1                                              | 0                                              | 1                                              | 3                                              | 2                                              | 1                                              | 0                                              | 1                                              |               |               | Sárga lap     | Sárga lap     |               |               |               |               |               |               |               |               |               |               | sárga lap · 2. sárga lap · kiállítva | X             |               |               |               |               |               |               |               |               |               |               |               |               |               |               |               |               |               | 0                | 0                | 0                | 0                | 0                |                 |                 |                 |                 |                 | 1                            | 1                            | 0                            | 0                            | 0                            | Sárga lap                    |                              |                              |                              |
| Viana                                          | 6                                              | 6                                              | 0                                              | 0                                              | 0                                              | 4                                              | 4                                              | 0                                              | 0                                              | 0                                              |               |               |               |               |               |               |               |               | Sárga lap     |               |               |               |               |               |                                      |               | Sárga lap     |               | Sárga lap     | Sárga lap     |               |               |               |               |               |               |               |               |               |               |               |               |               | 1                | 1                | 0                | 0                | 0                |                 |                 | Sárga lap       |                 |                 | 1                            | 1                            | 0                            | 0                            | 0                            | Sárga lap                    |                              |                              |                              |
| Yahaya                                         | 1                                              | 1                                              | 0                                              | 0                                              | 0                                              | 1                                              | 1                                              | 0                                              | 0                                              | 0                                              |               |               |               |               |               |               |               |               |               |               |               |               |               |               |                                      |               |               | Sárga lap     |               |               |               |               |               |               |               |               |               |               |               |               |               |               |               | 0                | 0                | 0                | 0                | 0                |                 |                 |                 |                 |                 | 0                            | 0                            | 0                            | 0                            | 0                            |                              |                              |                              |                              |
| Zivzivadze                                     | 1                                              | 1                                              | 0                                              | 0                                              | 0                                              | 1                                              | 1                                              | 0                                              | 0                                              | 0                                              |               |               |               |               |               |               |               |               |               |               |               |               |               |               |                                      |               |               |               |               |               |               |               |               | Sárga lap     |               |               |               |               |               |               |               |               |               | 0                | 0                | 0                | 0                | 0                |                 |                 |                 |                 |                 | 0                            | 0                            | 0                            | 0                            | 0                            |                              |                              |                              |                              |
| Összesen                                       | 95                                             | 89                                             | 1                                              | 5                                              | 9                                              | 75                                             | 70                                             | 1                                              | 4                                              | 9                                              | 4             | 3             | 5             | 3             | 2             | 2             | 5             | 3             | 3             | 3             | 2             | 0             | 2             | 1             | 4                                    | 1             | 1             | 5             | 4             | 2             | 0             | 3             | 1             | 5             | 1             | 1             | 0             | 0             | 3             | 0             | 3             | 3             | 0             | 10               | 9                | 0                | 1                | 0                | 0               | 2               | 2               | 3               | 3               | 10                           | 10                           | 0                            | 0                            | 0                            | 5                            | 1                            | 2                            | 2                            |
| OTP Bank Ligában – öszi–tavaszi szezon szerint | OTP Bank Ligában – öszi–tavaszi szezon szerint | OTP Bank Ligában – öszi–tavaszi szezon szerint | OTP Bank Ligában – öszi–tavaszi szezon szerint | OTP Bank Ligában – öszi–tavaszi szezon szerint | OTP Bank Ligában – öszi–tavaszi szezon szerint | OTP Bank Ligában – öszi–tavaszi szezon szerint | OTP Bank Ligában – öszi–tavaszi szezon szerint | OTP Bank Ligában – öszi–tavaszi szezon szerint | OTP Bank Ligában – öszi–tavaszi szezon szerint | OTP Bank Ligában – öszi–tavaszi szezon szerint | 44            | 44            | 44            | 44            | 44            | 44            | 44            | 44            | 44            | 44            | 44            | 44            | 44            | 44            | 44                                   | 44            | 44            | 31            | 31            | 31            | 31            | 31            | 31            | 31            | 31            | 31            | 31            | 31            | 31            | 31            | 31            | 31            | 31            |                  |                  |                  |                  |                  |                 |                 |                 |                 |                 |                              |                              |                              |                              |                              |                              |                              |                              |                              |
| OTP Bank Ligában – körök szerint               | OTP Bank Ligában – körök szerint               | OTP Bank Ligában – körök szerint               | OTP Bank Ligában – körök szerint               | OTP Bank Ligában – körök szerint               | OTP Bank Ligában – körök szerint               | OTP Bank Ligában – körök szerint               | OTP Bank Ligában – körök szerint               | OTP Bank Ligában – körök szerint               | OTP Bank Ligában – körök szerint               | OTP Bank Ligában – körök szerint               | 35            | 35            | 35            | 35            | 35            | 35            | 35            | 35            | 35            | 35            | 35            | 23            | 23            | 23            | 23                                   | 23            | 23            | 23            | 23            | 23            | 23            | 23            | 17            | 17            | 17            | 17            | 17            | 17            | 17            | 17            | 17            | 17            | 17            |                  |                  |                  |                  |                  |                 |                 |                 |                 |                 |                              |                              |                              |                              |                              |                              |                              |                              |                              |

Jelmagyarázat: Helyszín: o = otthon (hazai pályán); i = idegenben; vörös színű vonallal jelezzük az őszi és a tavaszi szezon váltását;
Magyar Kupa: 8f = 8. forduló; 9f = 9. forduló; 8d = nyolcaddöntő; 4d = negyeddöntő; ed = elődöntő;
Σ = összes sárga ill. piros lap;  = sárga lapos figyelmeztetés;  = egy mérkőzésen 2 sárga lap utáni azonnali kiállítás;  = piros lapos figyelmeztetés, azonnali kiállítás;
X = eltiltás miatt kihagyott mérkőzés; KM = eltiltás miatt kihagyott mérkőzések száma;
Bajnoki sárga lapos figyelmeztetések következménye: a labdarúgó az OTP Bank Ligában az 5. sárga lapos figyelmeztetését követően a soron következő egy bajnoki mérkőzésen nem rendelkezik játékjogosultsággal.
Sötétszürke háttér a játékos nevénél: azon játékosok vannak így jelölve, akik szezon közben eligazoltak a csapattól.

### Nézőszámok
A felkészülési mérkőzéseket nem vettük figyelembe.
Egy-egy mérkőzést részletesen is megnézhet, ha a Kiírás, forduló oszlopban található, az adott mérkőzést jelző leírásra kattint.
      OTP Bank Liga
      MOL Magyar Kupa
      Bajnokok ligája
      Európa Konferencia Liga

#### Hazai mérkőzések
Az alábbi táblázatban az Újpest FC aktuális szezonjának hazai mérkőzéseinek nézőszámai szerepelnek.
| Időpont       | Kiírás, forduló                                  | Ellenfél                           | Nézőszám  | Helyszín              | Össz. férőhely (%) |
| 2021. 07. 22. | Európa Konferencia Liga, 2. forduló, 1. mérkőzés | Vaduz                              | 02.623 fő | Szusza Ferenc stadion | 19,4%              |
| 2021. 08. 01. | OTP Bank Liga, 1. forduló                        | Puskás Akadémia                    | 01.533 fő | Szusza Ferenc stadion | 11,4%              |
| 2021. 08. 05. | Európa Konferencia Liga, 3. forduló, 1. mérkőzés | Basel                              | 02.367 fő | Szusza Ferenc stadion | 17,5%              |
| 2021. 08. 15. | OTP Bank Liga, 3. forduló                        | Budapest Honvéd                    | 02.025 fő | Szusza Ferenc stadion | 15,0%              |
| 2021. 08. 22. | OTP Bank Liga, 4. forduló                        | MTK Budapest                       | 01.866 fő | Szusza Ferenc stadion | 13,8%              |
| 2021. 09. 13. | OTP Bank Liga, 6. forduló                        | Zalaegerszeg                       | 01.308 fő | Szusza Ferenc stadion | 09,8%              |
| 2021. 10. 02. | OTP Bank Liga, 8. forduló                        | Gyirmót                            | 01.456 fő | Szusza Ferenc stadion | 10,8%              |
| 2021. 10. 22. | OTP Bank Liga, 10. forduló                       | Fehérvár                           | 01.508 fő | Szusza Ferenc stadion | 11,2%              |
| 2021. 11. 20. | OTP Bank Liga, 13. forduló                       | Debrecen                           | 01.667 fő | Szusza Ferenc stadion | 12,3%              |
| 2021. 12. 12. | OTP Bank Liga, 16. forduló                       | Paks                               | 01.161 fő | Szusza Ferenc stadion | 08,6%              |
| 2022. 01. 29. | OTP Bank Liga, 18. forduló                       | Ferencváros                        | 05.523 fő | Szusza Ferenc stadion | 40,9%              |
| 2022. 02. 08. | MOL Magyar Kupa, nyolcaddöntő                    | Kisvárda                           | 01.000 fő | Szusza Ferenc stadion | 07,4%              |
| 2022. 02. 11. | OTP Bank Liga, 20. forduló                       | Kisvárda                           | 01.810 fő | Szusza Ferenc stadion | 13,4%              |
| 2022. 02. 27. | OTP Bank Liga, 22. forduló                       | Mezőkövesd                         | 02.606 fő | Szusza Ferenc stadion | 19,3%              |
| 2022. 03. 05. | OTP Bank Liga, 23. forduló                       | Puskás Akadémia                    | 02.512 fő | Szusza Ferenc stadion | 18,6%              |
| 2022. 03. 20. | OTP Bank Liga, 25. forduló                       | Budapest Honvéd                    | 05.423 fő | Szusza Ferenc stadion | 40,2%              |
| 2022. 04. 03. | OTP Bank Liga, 26. forduló                       | MTK Budapest                       | 03.269 fő | Szusza Ferenc stadion | 24,2%              |
| 2022. 04. 16. | OTP Bank Liga, 28. forduló                       | Zalaegerszeg                       | 03.467 fő | Szusza Ferenc stadion | 25,7%              |
| 2022. 05. 01. | OTP Bank Liga, 30. forduló                       | Gyirmót                            | 03.441 fő | Szusza Ferenc stadion | 25,5%              |
| 2022. 05. 08. | OTP Bank Liga, 32. forduló                       | Fehérvár                           | 03.331 fő | Szusza Ferenc stadion | 24,7%              |
| Összesen      | 17 OTP Bank Liga mérkőzés                        | 17 OTP Bank Liga mérkőzés          | 43.906 fő | átlag: 02.583 fő      | 19,1%              |
| Összesen      | 1 MOL Magyar Kupa mérkőzés                       | 1 MOL Magyar Kupa mérkőzés         | 01.000 fő | átlag: 01.000 fő      | 07,4%              |
| Összesen      | 2 Európa Konferencia Liga mérkőzés               | 2 Európa Konferencia Liga mérkőzés | 04.990 fő | átlag: 02.495 fő      | 18,5%              |
| Összesen      | 20 mérkőzés                                      | 20 mérkőzés                        | 49.896 fő | átlag: 02.495 fő      | 18,5%              |

Nézőszám fordulónként, idővonalon ábrázolva:

#### Idegenbeli mérkőzések
Az alábbi táblázatban az Újpest FC aktuális szezonjának idegenbeli mérkőzéseinek nézőszámai szerepelnek.
| Időpont       | Kiírás, forduló                                  | Ellenfél                           | Nézőszám0  | Stadion                     | Település        |
| 2021. 07. 22. | MOL Magyar Kupa, 8. forduló                      | Tiszakécske                        | 0750 fő    | Városi Sportcentrum         | Tiszakécske      |
| 2021. 07. 29. | Európa Konferencia Liga, 2. forduló, 2. mérkőzés | Vaduz                              | zárt kapus | Rheinpark Stadion           | Vaduz            |
| 2021. 08. 08. | OTP Bank Liga, 2. forduló                        | Debrecen                           | 07.266 fő  | Nagyerdei stadion           | Debrecen         |
| 2021. 08. 12. | Európa Konferencia Liga, 3. forduló, 2. mérkőzés | Basel                              | 12.337 fő  | St. Jakob-Park              | Bázel            |
| 2021. 08. 29. | OTP Bank Liga, 5. forduló                        | Paks                               | 01.476 fő  | Fehérvári úti stadion       | Paks             |
| 2021. 09. 26. | OTP Bank Liga, 7. forduló                        | Ferencváros                        | 17.349 fő  | Groupama Aréna              | Budapest         |
| 2021. 10. 17. | OTP Bank Liga, 9. forduló                        | Kisvárda                           | 02.520 fő  | Várkerti stadion            | Kisvárda         |
| 2021. 10. 30. | OTP Bank Liga, 11. forduló                       | Mezőkövesd                         | 01.500 fő  | Városi stadion              | Mezőkövesd       |
| 2021. 10. 27. | MOL Magyar Kupa, 9. forduló                      | Budafoki MTE                       | 01.000 fő  | Budafoki MTE Sporttelep     | Budafok          |
| 2021. 11. 06. | OTP Bank Liga, 12. forduló                       | Puskás Akadémia                    | 0500 fő    | Pancho Aréna                | Budapest         |
| 2021. 11. 27. | OTP Bank Liga, 14. forduló                       | Budapest Honvéd                    | 03.088 fő  | Bozsik Aréna                | Budapest         |
| 2021. 12. 05. | OTP Bank Liga, 15. forduló                       | MTK                                | 01.977 fő  | Új Hidegkuti Nándor stadion | Budapest         |
| 2021. 12. 19. | OTP Bank Liga, 17. forduló                       | Zalaegerszeg                       | 01.088 fő  | ZTE Aréna                   | Zalaegerszeg     |
| 2022. 02. 05. | OTP Bank Liga, 19. forduló                       | Gyirmót                            | 01.420 fő  | Alcufer stadion             | Gyirmót          |
| 2022. 02. 20. | OTP Bank Liga, 21. forduló                       | Fehérvár                           | 03.228 fő  | MOL Aréna Sóstó             | Székesfehérvár   |
| 2022. 03. 02. | MOL Magyar Kupa, negyeddöntő                     | Békéscsaba 1912 Előre              | 01.920 fő  | Kórház utcai stadion        | Békéscsaba       |
| 2022. 03. 12. | OTP Bank Liga, 24. forduló                       | Debrecen                           | 06.011 fő  | Nagyerdei stadion           | Debrecen         |
| 2022. 04. 10. | OTP Bank Liga, 27. forduló                       | Paks                               | 02.507 fő  | Fehérvári úti stadion       | Paks             |
| 2022. 04. 24. | OTP Bank Liga, 29. forduló                       | Ferencváros                        | 20.155 fő  | Groupama Aréna              | Budapest         |
| 2022. 05. 05. | OTP Bank Liga, 31. forduló                       | Kisvárda                           | 02.890 fő  | Várkerti stadion            | Kisvárda         |
| 2022. 05. 13. | OTP Bank Liga, 33. forduló                       | Mezőkövesd                         | 02.500 fő  | Városi stadion              | Mezőkövesd       |
| Összesen      | 16 OTP Bank Liga mérkőzés                        | 16 OTP Bank Liga mérkőzés          | 75.475 fő  | átlag: 04.717 fő            | átlag: 04.717 fő |
| Összesen      | 3 MOL Magyar Kupa mérkőzés                       | 3 MOL Magyar Kupa mérkőzés         | 03.670 fő  | átlag: 01.223 fő            | átlag: 01.223 fő |
| Összesen      | 2 Európa Konferencia Liga mérkőzés               | 2 Európa Konferencia Liga mérkőzés | 12.337 fő  | átlag: 06.169 fő            | átlag: 06.169 fő |
| Összesen      | 21 mérkőzés                                      | 21 mérkőzés                        | 91.482 fő  | átlag: 04.356 fő            | átlag: 04.356 fő |

## OTP Bank Liga
2021. június 16-án a Magyar Labdarúgó-szövetség (MLSZ) nyilvánosságra hozta a 2021–2022-es NB I-es idény menetrendjét. Az őszi szezon 2021. július 31-től december 18-ig tart, a tavaszi pedig 2022. január 29-től május 14-ig. A bajnokság lebonyolítása nem változott, 33 fordulót, vagyis három 11 fordulóból álló kört játszanak egymással a csapatok. Az első körben pályaválasztó együttesek lesznek a hazai pályán játszó csapatok a harmadik körben is.

### Mérkőzések
Győzelem
      Döntetlen
      Vereség
| 1. ford. |

| Újpest | 1 – 2 | Puskás Ak. |
| ------ | ----- | ---------- |
|        |       |            |

| Részletek |

| 2. ford. |

| Debrecen | 2 – 2 | Újpest |
| -------- | ----- | ------ |
|          |       |        |

| Részletek |

| 3. ford. |

| Újpest | 1 – 1 | Bp. Honvéd |
| ------ | ----- | ---------- |
|        |       |            |

| Részletek |

| 4. ford. |

| Újpest | 1 – 2 | MTK |
| ------ | ----- | --- |
|        |       |     |

| Részletek |

| 5. ford. |

| Paks | 2 – 1 | Újpest |
| ---- | ----- | ------ |
|      |       |        |

| Részletek |

| 6. ford. |

| Újpest | 2 – 2 | Zalaegerszeg |
| ------ | ----- | ------------ |
|        |       |              |

| Részletek |

| 7. ford. |

| Ferencváros | 3 – 1 | Újpest |
| ----------- | ----- | ------ |
|             |       |        |

| Részletek |

| 8. ford. |

| Újpest | 1 – 3 | Gyirmót |
| ------ | ----- | ------- |
|        |       |         |

| Részletek |

| 9. ford. |

| Kisvárda | 0 – 0 | Újpest |
| -------- | ----- | ------ |
|          |       |        |

| Részletek |

| 10. ford. |

| Újpest | 1 – 0 | Fehérvár |
| ------ | ----- | -------- |
|        |       |          |

| Részletek |

| 11. ford. |

| Mezőkövesd | 2 – 2 | Újpest |
| ---------- | ----- | ------ |
|            |       |        |

| Részletek |

| 12. ford. |

| Puskás Ak. | 2 – 1 | Újpest |
| ---------- | ----- | ------ |
|            |       |        |

| Részletek |

| 13. ford. |

| Újpest | 3 – 1 | Debrecen |
| ------ | ----- | -------- |
|        |       |          |

| Részletek |

| 14. ford. |

| Bp. Honvéd | 1 – 2 | Újpest |
| ---------- | ----- | ------ |
|            |       |        |

| Részletek |

| 15. ford. |

| MTK | 2 – 1 | Újpest |
| --- | ----- | ------ |
|     |       |        |

| Részletek |

| 16. ford. |

| Újpest | 4 – 3 | Paks |
| ------ | ----- | ---- |
|        |       |      |

| Részletek |

| 17. ford. |

| Zalaegerszeg | 2 – 0 | Újpest |
| ------------ | ----- | ------ |
|              |       |        |

| Részletek |

| 18. ford. |

| Újpest | 0 – 1 | Ferencváros |
| ------ | ----- | ----------- |
|        |       |             |

| Részletek |

| 19. ford. |

| Gyirmót | 1 – 0 | Újpest |
| ------- | ----- | ------ |
|         |       |        |

| Részletek |

| 20. ford. |

| Újpest | 0 – 0 | Kisvárda |
| ------ | ----- | -------- |
|        |       |          |

| Részletek |

| 21. ford. |

| Fehérvár | 1 – 2 | Újpest |
| -------- | ----- | ------ |
|          |       |        |

| Részletek |

| 22. ford. |

| Újpest | 3 – 1 | Mezőkövesd |
| ------ | ----- | ---------- |
|        |       |            |

| Részletek |

| 23. ford. |

| Újpest | 2 – 1 | Puskás Ak. |
| ------ | ----- | ---------- |
|        |       |            |

| Részletek |

| 24. ford. |

| Debrecen | 1 – 2 | Újpest |
| -------- | ----- | ------ |
|          |       |        |

| Részletek |

| 25. ford. |

| Újpest | 0 – 2 | Bp. Honvéd |
| ------ | ----- | ---------- |
|        |       |            |

| Részletek |

| 26. ford. |

| Újpest | 2 – 0 | MTK |
| ------ | ----- | --- |
|        |       |     |

| Részletek |

| 27. ford. |

| Paks | 1 – 3 | Újpest |
| ---- | ----- | ------ |
|      |       |        |

| Részletek |

| 28. ford. |

| Újpest | 4 – 0 | Zalaegerszeg |
| ------ | ----- | ------------ |
|        |       |              |

| Részletek |

| 29. ford. |

| Ferencváros | 2 – 1 | Újpest |
| ----------- | ----- | ------ |
|             |       |        |

| Részletek |

| 30. ford. |

| Újpest | 2 – 2 | Gyirmót |
| ------ | ----- | ------- |
|        |       |         |

| Részletek |

| 31. ford. |

| Kisvárda | 2 – 1 | Újpest |
| -------- | ----- | ------ |
|          |       |        |

| Részletek |

| 32. ford. |

| Újpest | 1 – 1 | Fehérvár |
| ------ | ----- | -------- |
|        |       |          |

| Részletek |

| 33. ford. |

| Mezőkövesd | 2 – 3 | Újpest |
| ---------- | ----- | ------ |
|            |       |        |

| Részletek |

#### Első kör
| 1. forduló 2021. augusztus 1., vasárnap 20:00 |

| Újpest FC                                                            | 1 – 2               | Puskás Akadémia FC                                                  |
| -------------------------------------------------------------------- | ------------------- | ------------------------------------------------------------------- |
| Katona 64' (1–2) Diaby 11' Pauljevics 33' Kastrati 90+3' Onovo 90+5' | (0 – 1) Jegyzőkönyv | Băluță 43' (0–1) Nunes 56' (0–2) Băluță 25' Kozák 90+3' Nunes 90+5' |

| Szusza Ferenc Stadion, Budapest Nézőszám: 1.533 Játékvezető: Pintér Csaba (magyar) Asszisztensek: Albert István és Garai Péter |

| Banai — Kasztrati, Kutrumpisz, Diaby — Pauljevics (Simon K. 61'), Onovo, Mitrovics, Antonov — Stieber (Katona 61') — Beridze (Szakály P. 90'), Tallo • Vezetőedző: Michael Oenning | Tóth B. — Spandler, Nunes, Stronati — Corbu (Van Nieff 70') — Gera, Favorov, Baluta (Puljic 82'), Nagy Zs. — Kiss T. (Plsek 77'), Kozák (Géresi 77') • Vezetőedző: Hornyák Zsolt |

| 2. forduló 2021. augusztus 8., vasárnap 17:45 |

| Debreceni VSC                                                        | 2 – 2               | Újpest FC                                                                |
| -------------------------------------------------------------------- | ------------------- | ------------------------------------------------------------------------ |
| Tischler 77' (1–2) Tischler 87' (2–2) Bévárdi 5' Sós 55' Kusnyír 80' | (0 – 1) Jegyzőkönyv | Croizet 6' (0–1) Croizet 50' (0–2) Diaby 14′ Kasztrati 65' Jevtoszki 82' |

| Nagyerdei stadion, Debrecen Nézőszám: 7.266 Játékvezető: Bogár Gergő (magyar) Asszisztensek: Tóth II. Vencel, Csatári Tibor |

| Košický — Kusnyír, Deslandes, Nikolics, Ferenczi — Bévárdi (Sós szünetben) — Varga J. (Baráth 63'), Dzsudzsák , Ugrai (Soltész 74'), Szécsi — Bárány (Tischler 32') • Fel nem használt cserék: Gróf (kapus), Deslandes, Dav. Babunszki, Gyönyörű, Bényei, Pintér, Poór, Korhut • Edzők: Huszti Szabolcs és Toldi Gábor | Pajovics — Kasztrati, Kutrumpisz, Diaby — Pauljevics, Csongvai, Bjelos (Jevtoszki 81'), Mitrovics (Katona 90+6'), Onovo — Antonov — Croizet (Szakály P. 87')) • Fel nem használt cserék: Tomori, Banai (kapusok), Máté, Mack, Simon K., Kovács D. • Vezetőedző: Michael Oenning |

| 3. forduló 2021. augusztus 15., vasárnap 20:00 |

| Újpest FC                                                                  | 1 – 1               | Budapest Honvéd FC                                 |
| -------------------------------------------------------------------------- | ------------------- | -------------------------------------------------- |
| Katona 34' (1–0) Tallo 10' Csongvai 30' Banai 44' Antonov 59' Simon K. 86' | (1 – 0) Jegyzőkönyv | Lukics 60' (11-esből) (1–1) Zsótér 33' Klemenz 71' |

| Szusza Ferenc Stadion, Budapest Nézőszám: 2.025 Játékvezető: Berke Balázs (magyar) Asszisztensek: Buzás Balázs és Szert Balázs |

| Banai — Kasztrati, Kutrumpisz, Antonov, Pauljevics — Csongvai (Bjeloš 84'), Mitrovics, Mack — Croizet — Katona, Tallo (Simon K. 57') • Vezetőedző: Michael Oenning | Szappanos — Mezghrani, Batik, Klemenz, Talys (Tamás 65') — Zsótér (Hidi 52.), Pantelic (Banó-Szabó 82'), Nono — Bőle (Májer szünetben), Lukic (Eppel 82'), Nagy • Vezetőedző: Horváth Ferenc |

| 4. forduló 2021. augusztus 22., vasárnap 18:00 |

| Újpest FC                                             | 1 – 2               | MTK Budapest FC                                                                    |
| ----------------------------------------------------- | ------------------- | ---------------------------------------------------------------------------------- |
| Tallo 66' (1–0) Antonov 52' Tallo 67' Mitrovics 90+6' | (0 – 0) Jegyzőkönyv | Miovszki 72' (1–1) Vancsa Z. 90+2' (1–2) Nagy B. 45' Weir 51' Alho 60' Varju 90+5' |

| Szusza Ferenc Stadion, Budapest Nézőszám: 1.866 Játékvezető: Bognár Tamás (magyar) Asszisztensek: Király Krisztián és Aradi József |

| Banai — Kasztrati, Kutrumpisz, Antonov — Pauljevics (Simon K. 70'), Mitrovics, Mack, Katona (Bjeloš 81') — Stieber (Csongvai 70'), Croizet, Tallo (Szakály P. 90') • Vezetőedző: Michael Oenning | Mijatovic — Varju, Perkovic, Nagy Zs., Nagy B. (Vancsa 70') — Weir, Kocsis (Alho 34', Balázs 71'), Mezei (Dimitrov szünetben), Ramadani — Miovski, Grozav (Prosser 83') • Vezetőedző: Costantino Giovanni |

| 5. forduló 2021. augusztus 29., vasárnap 20:00 |

| Paksi FC                                                     | 2 – 1               | Újpest FC                                    |
| ------------------------------------------------------------ | ------------------- | -------------------------------------------- |
| Ádám 3' (1–0) Hahn 56' (11-esből) (2–1) Lenzsér 32' Ádám 64' | (1 – 1) Jegyzőkönyv | Stieber 17' (1–1) Kutrumpisz 55' Croizet 90' |

| Fehérvári úti stadion, Paks Nézőszám: 1.476 Játékvezető: Karakó Ferenc (magyar) Asszisztensek: Szert Balázs és Horváth Róbert |

| Nagy G. — Szabó J., Lenzsér, Kinyik, Lorentz (Szélpál szünetben) — Balogh (Papp szünetben), Bognár (Szabó B. 75'), Tamás — Sajbán, Ádám (Böde 66'), Hahn (Nagy R. 84') • Vezetőedző: Bognár György | Banai — Pauljevics, Kasztrati, Kutrumpisz, Antonov — Mack, Csongvai (Szakály P. 83'), Mitrovics — Stieber (Simon K. 83'), Croizet, Katona (Viana 65') • Vezetőedző: Michael Oenning |

| 6. forduló 2021. szeptember 13., hétfő 20:00 |

| Újpest FC                                                       | 2 – 2               | Zalaegerszegi TE FC                                               |
| --------------------------------------------------------------- | ------------------- | ----------------------------------------------------------------- |
| Beridze 13' (1–0) Bjeloš 90+2' (2–1) Pauljevics 69′ Stieber 78' | (1 – 0) Jegyzőkönyv | Koszta 82' (1–1) Špoljarić 90+3' (2–2) Huszti A. 60' Gergényi 69' |

| Szusza Ferenc Stadion, Budapest Nézőszám: 1.308 Játékvezető: Solymosi Péter (magyar) Asszisztensek: Albert István és Király Krisztián |

| Banai — Pauljevics, Kasztrati, Kutrumpisz, Antonov — Mack, Mitrovics — Stieber (Bjeloš 73'), Katona, Beridze (Csongvai 73') — Tallo (Croizet szünetben) • Vezetőedző: Michael Oenning | Demjén — Huszti A. (Ubochioma 70'), Lesjak, Serafimov, Gergényi — Bedi (Borukov 76'), Sankovic — Zimonyi (Milovanovic 33'), Tajti (Halilovic szünetben), Skribek (Spoljaric 70') — Koszta M. • Vezetőedző: Waltner Róbert |

| 7. forduló 2021. szeptember 26., vasárnap 18:00 |

| Ferencvárosi TC                                                                     | 3 – 1               | Újpest FC                                                                    |
| ----------------------------------------------------------------------------------- | ------------------- | ---------------------------------------------------------------------------- |
| R. Mmaee 5' (11-esből) (1–0) Tokmac 42' (2–0) Uzuni 87' (3–1) Lončar 46' Tokmac 55' | (2 – 1) Jegyzőkönyv | Tallo 45+2' (2–1) Banai 4' Diaby 14′ Antonov 26' Kasztrati 35' Mitrovics 46' |

| Groupama Aréna, Budapest Nézőszám: 17.349 Játékvezető: Bogár Gergő (magyar) Asszisztensek: Tóth II Vencel és Theodorosz Georgiu |

| Dibusz — Wingo, Blazic, S. Mmaee, Civic — Laidouni, Loncar (Besic 58') — Uzuni, Zachariassen (Vécsei 68'), Nguen (Gavric 58') — R. Mmaee (Botka 88') • Vezetőedző: Peter Stöger | Banai — Kasztrati, Kutrumpisz, Diaby — Bjeloš (Croizet 63'), Mitrovics, Mack, Csongvai, Antonov — Tallo (Simon K. 69'), Beridze (Viana 80') • Vezetőedző: Michael Oenning |

| 8. forduló 2021. október 2., szombat 14:45 |

| Újpest FC                                             | 1 – 3               | Gyirmót FC Győr                                                                                             |
| ----------------------------------------------------- | ------------------- | --- |
| Kasztrati 52' (1–3) Banai 26' Beridze 28' Croizet 63' | (0 – 3) Jegyzőkönyv | Varga B. 11' (0–1) Szegi 16' (0–2) Varga B. 27' (11-esből) (0–3) Ikić 26' Széles 46' Hársfalvi 71' Zeke 87' |

| Szusza Ferenc Stadion, Budapest Nézőszám: 1.456 Játékvezető: Berke Balázs (magyar) Asszisztensek: Márkus Tamás és Király Krisztián |

| Banai — Kasztrati, Kutrumpisz, Antonov — Mitrovics, Stieber (Simon K. szünetben), Csongvai — Beridze (Kone 74'), Croizet, Mack (Viana 67') — Tallo • Vezetőedző: Michael Oenning | Hársfalvi — Szegi, Ikic, Széles, Zeke — Radics, Nagy P. (Csonka 79'), Vass Á., Hajdú — Simon An. (Hasani 86'), Varga B. (Karacs 93') • Vezetőedző: Csertői Aurél |

{{Labdarúgó-mérkőzés
|háttér        = #FFFFDD
|forduló       = 9
|dátum         = 9. forduló 
2021. október 17., vasárnap
|időpont       = 14:30
|stadion       = Várkerti Stadion
|helyszín      = Kisvárda
|csapat1       = Kisvárda Master Good
|csapat2       = Újpest FC
|eredmény      = D
|végeredmény   = 0 – 0
|félidő        = 
|gólszerző1    = Ötvös  24' 
 Camaj  31′ 
 Mešanović  79'
|gólszerző2    = Diaby  4' 
 [[Jorgosz Kutrumpisz|Kutrumpisz]]  76' 
 Viana  90+3'
|játékvezető   = Pintér Csaba
|jv szövetség  = magyar
|asszisztensek = Tóth II Vencel és Szert Balázs
|nézőszám      = 2.520
|jegyzőkönyv   = https://adatbank.mlsz.hu/match/56/0/23704/9/1629774.html
|onlive        = http://onlive.nemzetisport.hu/live/nb1/20211017/KisvardaFC-UjpestFC
|nemzetisport  = https://www.nemzetisport.hu/labdarugo_nb_i/nb-i-kisvarda-ujpest-eloben-az-nso-n-2855387
|mlsz          = https://www.mlsz.hu/hir/elre-allt-a-kisvarda-tovabbra-is-nyeretlen-az-ujpest
}}
| Dombó — Hej, Prenga, Cirkovic, Leoni — Karabeljov, Simovic — Navratil (Czérna 94'), Ötvös (Asani 60'), Camaj — Mesanovic (Zlicic 90') • Vezetőedző: João Janeiro | Banai — Kasztrati, Kutrumpisz, Diaby (Kone 37') — Bjeloš (Simon K. 68'), Mitrovics (Szakály P. 87'), Csongvai, Mack, Antonov — Katona (Croizet 68'), Beridze (Viana 87') • Vezetőedző: Michael Oenning |

| 10. forduló 2021. október 22., péntek 20:00 |

| Újpest FC                                                 | 1 – 0               | MOL Fehérvár FC                   |
| --------------------------------------------------------- | ------------------- | --------------------------------- |
| Csongvai 50' (0–1) Pauljevics 13′ Stieber 82' Banai 90+4' | (0 – 0) Jegyzőkönyv | Petrjak 15' Makarenko 32' Rus 79' |

| Szusza Ferenc Stadion, Budapest Nézőszám: 1.508 Játékvezető: Andó-Szabó Sándor (magyar) Asszisztensek: Bornemissza Norbert és Medovarszki János |

| Banai — Kasztrati, Kutrumpisz, Csongvai — Pauljevics, Mack, Mitrovics, Katona (Stieber 75'), Antonov — Kone (Diaby 19'), Beridze (Croizet 70') • Vezetőedző: Michael Oenning | Kovács D. — Fiola (Dárdai 71'), Rus, Musliu, Stopira (Heister 78') — Nego, Makarenko — Bamgboye, Kodro (Jallow 71'), Petrjak (Kovács I. szünetben) — Zivzivadze (Nikolics 61') • Vezetőedző: Szabics Imre |

{{Labdarúgó-mérkőzés
|háttér        = #FFFFDD
|forduló       = 11
|dátum         = 11. forduló 
2021. október 30., szombat
|időpont       = 14:45
|stadion       = Városi stadion
|helyszín      = Mezőkövesd
|csapat1       = Mezőkövesd Zsóry FC
|csapat2       = Újpest FC
|eredmény      = D
|végeredmény   = 2 – 2
|félidő        = 1 – 1
|gólszerző1    = Jurina  18' (1–0) 
 Kutrumpisz  61' (öngól) (2–1) 
 Kocsis G.  37' 
 Lakvekheliani  41'
|gólszerző2    = Kocsis G.  26' (öngól) (1–1) 
 Bjeloš  82' (2–2) 
 [[Jorgosz Kutrumpisz|Kutrumpisz]]  53' 
 Mack  89'
|játékvezető   = Solymosi Péter
|jv szövetség  = magyar
|asszisztensek = Buzás Balázs és Vígh-Tarsonyi Gergő
|nézőszám      = 1.500
|jegyzőkönyv   = https://adatbank.mlsz.hu/match/56/0/23704/11/1629784.html
|onlive        = http://onlive.nemzetisport.hu/live/nb1/20211030/MezokovesdZsoryFC-Ujpest
|nemzetisport  = https://www.nemzetisport.hu/labdarugo_nb_i/nb-i-mezokovesd-ujpest-fc-2857647
|mlsz          = https://www.mlsz.hu/hir/dontetlen-szuletett-az-mtk-es-a-dvsc-talalkozojan-28943
}}
| Tordai — Farkas, Kocsis, Szépe, Lakveheliani (Vadnai 78') — Karnyicki, Cseke (Chrien 60') — Nagy D. (Calcan 30'), Vojtus (Drazic 60'), Cseri (Madarász 78') — Jurina • Vezetőedző: Supka Attila | Banai — Kasztrati (Simon K. 79'), Diaby, Kutrumpisz, Antonov — Mitrovics, Mack – Beridze (Viana 65'), Katona (Bjeloš 65'), Csongvai — Kone (Tallo 65') • Vezetőedző: Michael Oenning |

#### Második kör
| 12. forduló 2021. november 6., szombat |

| Puskás Akadémia FC                                                                           | 2 – 1               | Újpest FC                      |
| -------------------------------------------------------------------------------------------- | ------------------- | ------------------------------ |
| Baluta 50' (1–0) Kozák 90' (11-esből) (2–0) Spandler 24' van Nieff 27' Gera D. 35' Kozák 75' | (0 – 0) Jegyzőkönyv | Beridze 90+7' (11-esből) (2–1) |

| Pancho Aréna, Felcsút Nézőszám: 500 Játékvezető: Berke Balázs (magyar) Asszisztensek: Kóbor Péter és Király Krisztián |

| Markek — Szolnoki , Spandler, Stronati, Nagy Zs. — Plšek, Băluță (Puljić 90+1'), van Nieff (Favorov 78') — Gera D. (Corbu 56'), Kozák (Bakti 90+1'), Slagveer (Csirmaz 78') • Fel nem használt cserék: Kiss Á. (kapus), Nunes, Weslen Junior, Deutsch L. • Vezetőedző: Hornyák Zsolt | Banai — Kasztrati (Viana 79'), Kutrumpisz, Diaby — Csongvai, Katona (Szakály P. 79'), Mack, Antonov — Mitrovics — Beridze, Kone (Tallo 52') • Fel nem használt cserék: Pajovics (kapus), Fehér Cs., Máté, Simon K., Stieber, Bjelos, Croizet, Mucsányi, Pauljevics • Vezetőedző: Michael Oenning |

| 13. forduló 2021. november 20., szombat 19:30 (tv: M4 Sport) |

| Újpest FC                                                                                | 3 – 1               | Debreceni VSC                                                  |
| ---------------------------------------------------------------------------------------- | ------------------- | -------------------------------------------------------------- |
| Beridze 20' (1–0) Kone 57' (2–1) Deslandes 87' (öngól) (3–1) Csongvai 27' Kutrumpisz 84' | (1 – 1) Jegyzőkönyv | Dzsudzsák 28' (1–1) Bévárdi 4' Nikolics 35′ Bódi 39' Ugrai 61' |

| Szusza Ferenc Stadion, Budapest Nézőszám: 1.667 Játékvezető: Erdős József (magyar) Asszisztensek: Garai Péter és Király Krisztián |

| Banai — Kastrati, Kutrumbisz, Diaby — Csongvai (Pauljevics 61'), Mack, Mitrovics , Katona (Bjelos 74'), Antonov (Stieber 88') — Beridze, Koné (Viana 74') • Fel nem használt cserék: Pajovics (kapus), Fehér, Máté, Simon, Croizet, Mucsányi, Szakály P. • Vezetőedző: Michael Oenning | Gróf — Bévárdi, Deslandes, Nikolics, Ferenczi — Sós (Baráth 39'), Bódi (Soltész 83'), Varga, Dzsudzsák — Ugrai (Tischler 83'), Németh (Da. Babunszki 62') • Fel nem használt cserék: Hrabina (kapus), Szujó, Baranyai, Korhut • Vezetőedző: Joan Carrillo |

| 14. forduló 2021. november 27., szombat |

| Budapest Honvéd FC                  | 1 – 2               | Újpest FC                                       |
| ----------------------------------- | ------------------- | ----------------------------------------------- |
| Hidi 35' (1–0) Lovrić 14' Batik 48′ | (1 – 0) Jegyzőkönyv | Bjelos 80' (1–1) Viana 90+1' (1–2) Simon K. 88' |

| Bozsik Aréna, Budapest Nézőszám: 3.088 Játékvezető: Vad II. István (magyar) Asszisztensek: Buzás Balázs és Theodorosz Georgiu |

| Szappanos — Lovrić, Baráth, Batik , Tamás — Pantelics, Nono, Hidi (Klemenz 53'), Zsótér (Nagy G. 62') — Nagy D. (Balogh N. 85'), Lukić (Kerezsi 85') • Fel nem használt cserék: Tujvel (kapus), Talys, Banó-Szabó, Májer, Szűcs T. • Vezetőedző: Horváth Ferenc | Banai — Kasztrati (Pauljevics 88'), Kutrumpisz, Diaby — Csongvai (Viana 75'), Mack (Bjelos 65'), Mitrovics , Katona (Simon K. 75'), Antonov — Beridze, Kone (Croizet 65') • Fel nem használt cserék: Pajovics (kapus), Hámori, Fehér Cs., Máté, Stieber, Szakály P., Kovács D. • Vezetőedző: Michael Oenning |

| 15. forduló 2021. december 5., vasárnap |

| MTK Budapest FC                                                   | 2 – 1               | Újpest FC                                                        |
| ----------------------------------------------------------------- | ------------------- | ---------------------------------------------------------------- |
| Kovácsréti 87' (1–1) Miovszki 90+7' (11-esből) (2–1) Perković 73′ | (0 – 0) Jegyzőkönyv | Croizet 84' (0–1) Diaby 37' Mack 42' Tallo 55′, 81′ Bjelos 90+6' |

| Hidegkuti Nándor Stadion, Budapest Nézőszám: 1.977 Játékvezető: Karakó Ferenc (magyar) Asszisztensek: Szert Balázs és Bornemissza Norbert |

| 16. forduló 2021. december 12., vasárnap |

| Újpest FC                                                                         | 4 – 3               | Paksi FC                                                                            |
| --------------------------------------------------------------------------------- | ------------------- | ----------------------------------------------------------------------------------- |
| Beridze 7' (1–1) Csongvai 9' (2–1) Beridze 43' (3–1) Croizet 47' (4–1) Katona 48' | (3 – 1) Jegyzőkönyv | Ádám 4' (11-esből) (0–1) Böde 60' (4–2) Papp K. 83' (4–3) Szélpál 27' Lenzsér 90+1' |

| Szusza Ferenc Stadion, Budapest Nézőszám: 1.161 Játékvezető: Pintér Csaba (magyar) Asszisztensek: Medovarszki János és Aradi József |

| 17. forduló 2021. december 19., vasárnap |

| Zalaegerszegi TE FC                                   | 2 – 0               | Újpest FC |
| ----------------------------------------------------- | ------------------- | --------- |
| Halilović 59' (0–1) Meshack 67' (0–2) Kálnoki Kis 54' | (0 – 0) Jegyzőkönyv | Viana 85' |

| ZTE Aréna, Zalaegerszeg Nézőszám: 1.088 Játékvezető: Bognár Tamás (magyar) Asszisztensek: Szalai Balázs és Becséri Gergely |

| 18. forduló 2022. január 29., szombat |

| Újpest FC                                               | 0 – 1               | Ferencvárosi TC                                  |
| ------------------------------------------------------- | ------------------- | ------------------------------------------------ |
| Yahaya 13' Diaby 62' Kastrati 67' Kuusk 84' Croizet 88' | (0 – 0) Jegyzőkönyv | Lončar 78' (0–1) Botka 14' Vécsei 63' Tokmac 81' |

| Szusza Ferenc Stadion, Budapest Nézőszám: 5.523 Játékvezető: Berke Balázs (magyar) Asszisztensek: Szert Balázs és Bornemissza Norbert |

| 19. forduló 2022. február 5., szombat |

| Gyirmót FC Győr                                                 | 1 – 0               | Újpest FC                                         |
| --------------------------------------------------------------- | ------------------- | ------------------------------------------------- |
| Varga B. 64' (11-esből) (1–0) Zeke 49' Klimovics 53' Hasani 78' | (0 – 0) Jegyzőkönyv | Pauljevics 27' Viana 45' Csongvai 62' Beridze 78' |

| Alcufer stadion, Gyirmót Nézőszám: 1.420 Játékvezető: Csonka Bence (magyar) Asszisztensek: Márkus Tamás és Becséri Gergely |

| 20. forduló 2022. február 11., péntek |

| Újpest FC             | 0 – 0       | Kisvárda Master Good            |
| --------------------- | ----------- | ------------------------------- |
| Croizet 30' Viana 80' | Jegyzőkönyv | Leoni 17' Ötvös 57' Peteleu 82' |

| Szusza Ferenc Stadion, Budapest Nézőszám: 1.810 Játékvezető: Berke Balázs (magyar) Asszisztensek: Bornemissza Norbert és Márkus Tamás |

| 21. forduló 2022. február 20., vasárnap 17:45 (tv: M4 Sport) |

| MOL Fehérvár FC                          | 1 – 2               | Újpest FC                              |
| ---------------------------------------- | ------------------- | -------------------------------------- |
| Nikolics 87' (1–2) Kodro 65' Stopira 78' | (0 – 0) Jegyzőkönyv | Croizet 46' (0–1) Zivzivadze 74' (0–2) |

| MOL Aréna Sóstó, Székesfehérvár Nézőszám: 3.228 Játékvezető: Bognár Tamás (magyar) Asszisztensek: Kóbor Péter és Vígh-Tarsonyi Gergő |

| 22. forduló 2022. február 27., vasárnap 14:30 (tv: M4 Sport) |

| Újpest FC                                                                                    | 3 – 1               | Mezőkövesd Zsóry FC                                        |
| -------------------------------------------------------------------------------------------- | ------------------- | ---------------------------------------------------------- |
| Zivzivadze 35' (1–0) Zivzivadze 53' (2–1) Bjelos 85' (3–1) Croizet 30' Beridze 33' Onovo 75' | (1 – 1) Jegyzőkönyv | Cseri 45' (1–1) Lukić 27' Bilali 51' Farkas D. 51' Kiš 72' |

| Szusza Ferenc Stadion, Budapest Nézőszám: 2.606 Játékvezető: Karakó Ferenc (magyar) Asszisztensek: Garai Péter és Aradi József |

#### Harmadik kör
| 23. forduló 2022. március 5., szombat 17:00 (tv: M4 Sport) |

| Újpest FC                                                | 2 – 1               | Puskás Akadémia FC                       |
| -------------------------------------------------------- | ------------------- | ---------------------------------------- |
| Zivzivadze 32' (1–1) Pauljevics 72' (2–1) Kutrumpisz 25' | (1 – 1) Jegyzőkönyv | Favorov 26' (0–1) Favorov 22' Weslen 41' |

| Szusza Ferenc Stadion, Budapest Nézőszám: 2.512 Játékvezető: Bognár Tamás (magyar) Asszisztensek: Szert Balázs és Horváth Zoltán |

| Banai — Kasztrati, Kutrumpisz, Kuusk, Antonov — Pauljevics (Kádár 90+1'), Csongvai, Onovo, Mitrovics (Boumal 79'), Simon K. (Bjeloš 51') — Zivzivadze • Fel nem használt cserék: Pajovics (kapus), Mack, Viana, Yahaya, Kovács D., Kone • Vezetőedző: Milos Kruscsics | Tóth B. — Nunes, Spandler, Stronati — Slagveer, Favorov, Corbu (Bakti 84'), Szolnoki , Weslen Junior — Gera D. (Kozák 89'), Skribek (Komáromi 78') • Fel nem használt cserék: Kiss Á. (kapus), Kiss N., Urblík, Janyickij, Nahirnij, Gazdag V., Farkas Be. • Vezetőedző: Hornyák Zsolt |

| 24. forduló 2022. március 12., szombat 14:30 (tv: M4 Sport) |

| Debreceni VSC                                      | 1 – 2               | Újpest FC                                                                                               |
| -------------------------------------------------- | ------------------- | --- |
| Dzsudzsák 65' (11-esből) (1–2) Do. Babunszki 90+2' | (0 – 2) Jegyzőkönyv | Zivzivadze 5' (0–1) Antonov 45+3' (0–2) Mitrovics 27' Onovo 46' Croizet 64' Zivzivadze 84' Csongvai 87' |

| Nagyerdei stadion, Debrecen Nézőszám: 6.011 Játékvezető: Bogár Gergő (magyar) Asszisztensek: Márkus Tamás és Csatári Tibor |

| Gróf — Kusnyír, Nikolics (Rácz 89'), Deslandes, Ferenczi — Bévárdi (Soltész 65'), Baráth — Dzsudzsák , Da. Babunszki, Bódi — Do. Babunszki • Fel nem használt cserék: Hrabina (kapus), Szujó, Sós, Poór, Baranyai, Tischler, Varga, Charleston • Vezetőedző: Joan Carrillo | Banai — Pauljevics, Csongvai, Kuusk (Kasztrati 69'), Antonov — Boumal (Bjeloš 69'), Onovo — Croizet, Mitrovics (Mack 90'), Beridze (Simon K. 79') — Zivzivadze • Fel nem használt cserék: Pajovics (kapus), Viana, Yahaya, Kovács D., Kone • Vezetőedző: Milos Kruscsics |

| 25. forduló 2022. március 20., vasárnap 18:30 (tv: M4 Sport) |

| Újpest FC  | 0 – 2               | Budapest Honvéd FC                                          |
| ---------- | ------------------- | ----------------------------------------------------------- |
| Boumal 53' | (0 – 1) Jegyzőkönyv | Zsótér 43' (0–1) Machach 81' (0–2) Zsótér 72' Szappanos 87' |

| Szusza Ferenc Stadion, Budapest Nézőszám: 5.423 Játékvezető: Berke Balázs (magyar) Asszisztensek: Tóth II. Vencel és Buzás Balázs |

| Banai — Pauljevics, Kutrumpisz, Csongvai, Antonov — Boumal, Onovo (Simon K. 63') — Croizet (Yahaya 41', Bjeloš 83'), Mitrovics , Beridze — Zivzivadze • Vezetőedző: Milos Kruscsics | Szappanos — Baráth B., Batik , Lovrić, Doka — Petruszenko, Hidi (Pantelics 90+2') — Jónsson (Kadiri 55'), Zsótér (Nagy G. 90+2'), Machach (Májer 90+2') — Lukics (Traoré 72') • Vezetőedző: Nebojsa Vignyevics |

| 26. forduló 2022. április 3., vasárnap 14:30 (tv: M4 Sport) |

| Újpest FC                                        | 2 – 0               | MTK Budapest FC    |
| ------------------------------------------------ | ------------------- | ------------------ |
| Katona 63' (1–0) Zivzivadze 82' (2–0) Bjeloš 78' | (0 – 0) Jegyzőkönyv | Kata 53' Sluka 71' |

| Szusza Ferenc Stadion, Budapest Nézőszám: 3.269 Játékvezető: Andó-Szabó Sándor (magyar) Asszisztensek: Horváth Róbert és Berényi Ákos |

| Banai — Pauljevics (Kovács D. 90+2'), Kutrumpisz, Diaby, Antonov — Csongvai, Onovo — Croizet (Viana 90+2'), Mitrovics (Bjeloš 62'), Beridze (Katona 62') — Zivzivadze (Kasztrati 83') • Vezetőedző: Milos Kruscsics | Mijatovic — Varju, Szépe, Rajkovic, Sluka (Herrera 84') — Mezei, Ramadani (Vancsa 71'), Kata — Stieber (Palincsár 84'), Futács (Kovácsréti 71'), Grozav • Vezetőedző: Márton Gábor |

| 27. forduló 2022. április 10., vasárnap 14:30 (tv: M4 Sport) |

| Paksi FC                   | 1 – 3               | Újpest FC                                                       |
| -------------------------- | ------------------- | --------------------------------------------------------------- |
| Ádám 24' (1–0) Szélpál 34' | (1 – 1) Jegyzőkönyv | Beridze 37' (1–1) Zivzivadze 57' (1–2) Osváth 69' (öngól) (1–3) |

| Fehérvári úti stadion, Paks Nézőszám: 2.507 Játékvezető: Erdős József (magyar) Asszisztensek: Aradi József és Szécsényi István |

| Nagy G. — Medgyes, Szabó J. , Szélpál (Kinyik szünetben), Lenzsér, Osváth (Kocsis B. 83') — Balogh B. (Szabó B. 59'), Nagy R. (Böde 59'), Windecker — Ádám, Haraszti (Sajbán 71') • Vezetőedző: Bognár György | Pajovics — Pauljevics (Kasztrati 66'), Kutrumpisz, Diaby, Antonov — Csongvai, Mitrovics (Boumal 90'), Onovo — Croizet (Katona 89'), Zivzivadze, Beridze (Mack 72') • Vezetőedző: Milos Kruscsics |

| 28. forduló 2022. április 16., szombat 15:00 (tv: M4 Sport) |

| Újpest FC                                                                    | 4 – 0               | Zalaegerszegi TE FC                          |
| ---------------------------------------------------------------------------- | ------------------- | -------------------------------------------- |
| Zivzivadze 24' (1–0) Zivzivadze 37' (2–0) Beridze 44' (3–0) Katona 71' (4–0) | (3 – 0) Jegyzőkönyv | Szerafimov 3' Gergényi 81' Posztobányi 90+2' |

| Szusza Ferenc Stadion, Budapest Nézőszám: 3.467 Játékvezető: Bognár Tamás (magyar) Asszisztensek: Kóbor Péter és Berényi Ákos |

| Banai — Pauljevics (Kasztrati szünetben), Kutrumpisz, Diaby, Antonov — Csongvai, Onovo — Croizet (Katona 61'), Mitrovics (Bjeloš szünetben), Beridze (Boumal 75') — Zivzivadze (Kone 61') • Vezetőedző: Milos Kruscsics | Demjén — Lesjak, Mocsi, Szerafimov, Gergényi — Halilović (Papp L. 90') — Ubochioma (Milovanovikj 71'), Bedi, Tajti (Rebernik 57'), Gržan Posztobányi szünetben) — Zsóri (Szalay Sz. 71') • Vezetőedző: Molnár Balázs |

| 29. forduló 2022. április 24., vasárnap 17:30 (tv: M4 Sport) |

| Ferencvárosi TC                                                                         | 2 – 1               | Újpest FC                                                             |
| --------------------------------------------------------------------------------------- | ------------------- | --------------------------------------------------------------------- |
| Tokmac 19' (1–1) Vécsei 39' (2–1) Boli 62' Kovačević 81' Lončar 88′, 90+3′ Tokmac 90+6' | (2 – 1) Jegyzőkönyv | Zivzivadze 6' (11-esből) (0–1) Onovo 60' Csongvai 88' Mitrovics 90+6' |

| Groupama Aréna, Budapest Nézőszám: 20.155 Játékvezető: Karakó Ferenc (magyar) Asszisztensek: Georgiou Theodoros és Garai Péter |

| Dibusz — Somália (S. Mmaee szünetben), Blažič, Kovačević, Pászka — Esiti — Zachariassen (Auzqui 72'), Laïdouni (Bešić 90'), Vécsei (Lončar 63'), Tokmac — Boli • Vezetőedző: Sztanyiszlav Csercseszov | Banai — Kasztrati, Kutrumpisz, Boumal (Katona 84'), Antonov — Csongvai, Onovo — Croizet, Bjeloš (Mitrovics 73'), Beridze (Simon K. 87') — Zivzivadze • Vezetőedző: Milos Kruscsics |

| 30. forduló 2022. május 1., vasárnap 17:00 (tv: M4 Sport) |

| Újpest FC                             | 2 – 2               | Gyirmót FC Győr                                                                                              |
| ------------------------------------- | ------------------- | --- |
| Mitrovics 45+2' (1–1) Onovo 87' (2–1) | (1 – 1) Jegyzőkönyv | Nagy P. 14' (0–1) Ventúra 90' (2–2) Szegi 22' Medgyes 35' Varga B. 82' Széles I. 84' Nagy P. 87' Ventúra 89' |

| Szusza Ferenc Stadion, Budapest Nézőszám: 3.441 Játékvezető: Bogár Gergő (magyar) Asszisztensek: Medovarszki János és Horváth Róbert |

| Banai (Pajovics szünetben) — Pauljevics, Kutrumpisz, Diaby, Kasztrati — Boumal (Katona 60'), Onovo — Croizet (Bjeloš 87'), Mitrovics, Beridze (Simon K. 87') — Zivzivadze• Vezetőedző: Milos Kruscsics | Rusák — Szegi, Csörgő, Széles I., Hajdú (Zeke 50') — Vass Á. (Radics 70') — Hasani (Simon A. 70'), Klimovics (Ventúra 50'), Nagy P. (Herjeczki 88'), Medgyes — Varga B.• Vezetőedző: Csertői Aurél |

| 31. forduló 2022. május 5., csütörtök 18:00 (tv: M4 Sport) |

| Kisvárda Master Good                          | 2 – 1               | Újpest FC                                                |
| --------------------------------------------- | ------------------- | -------------------------------------------------------- |
| Bumba 4' (1–0) Asani 30' (2–0) Kravcsenko 80' | (2 – 1) Jegyzőkönyv | Diaby 44' (2–1) Boumal 65' Csongvai 89' Pauljevics 90+3' |

| Várkerti Stadion, Kisvárda Nézőszám: 2.890 Játékvezető: Erdős József (magyar) Asszisztensek: Vigh-Tarsonyi Gergő és Buzás Balázs |

| Dombó — Hej, Prenga, Kravcsenko, Leoni (Nagy M. 90+1') — Melnyik, Ötvös (Makowski szünetben), Karabeljov — Bumba (Peteleu 79'), Camaj (Mešanović 79'), Asani (Navrátil 62') • Vezetőedző: Révész Attila | Pajovics — Pauljevics, Csongvai, Diaby, Antonov — Croizet, Boumal, Onovo (Bjeloš 68'), Mitrovics (Viana 68'), Beridze (Simon K. 82') — Zivzivadze (Katona 26')• Vezetőedző: Milos Kruscsics |

| 32. forduló 2022. május 8., vasárnap 18:45 (tv: M4 Sport) |

| Újpest FC                                                 | 1 – 1               | MOL Fehérvár FC                  |
| --------------------------------------------------------- | ------------------- | -------------------------------- |
| Croizet 15' (1–0) Kasztrati 43' Csongvai 67' Boumal 90+1' | (1 – 0) Jegyzőkönyv | Nikolics N. 63' (1–1) Heister 3' |

| Szusza Ferenc Stadion, Budapest Nézőszám: 3.331 Játékvezető: Andó-Szabó (magyar) Asszisztensek: Szert Balázs és Márkus Tamás |

| Pajovics — Kasztrati, Csongvai, Diaby, Antonov — Boumal, Onovo — Pauljevics, Mitrovics (Bjeloš 74'), Beridze (Katona 74') — Croizet (Viana 89') • Vezetőedző: Milos Kruscsics | Kovács D. — Rus, Stopira, Sabanov (Fiola 75') — Nego, Žulj (Makarenko 83'), Pinto, Dárdai P. (Petrjak 75'), Heister — Kodro, Nikolics N. (Bamgboye 87') • Vezetőedző: Michael Boris |

| 33. forduló 2022. május 13., péntek 20:15 (tv: M4 Sport) |

| Mezőkövesd Zsóry FC                                           | 2 – 3               | Újpest FC                                               |
| ------------------------------------------------------------- | ------------------- | ------------------------------------------------------- |
| Jurina 3' (1–0) Beširović 90+3' (2–3) Vajda 17' Kocsis G. 84' | (1 – 0) Jegyzőkönyv | Katona 59' (1–1) Beridze 66' (1–2) Zivzivadze 71' (1–3) |

| Városi stadion, Mezőkövesd Nézőszám: 2.500 Játékvezető: Káprály Mihály (magyar) Asszisztensek: Becséri Gergely és Aradi József |

| Piscitelli — Farkas D. (Kocsis G. szünetben), Pillár, Karnyicki, Vadnai (Bodnár 88'), Vajda — Cseke, Qaka (Beširović 61', Cseri (Madarász 61') — Jurina, S. Drazsics (Csurko 72') • Fel nem használt cserék: Antal (kapus), Tordai, Babati, Vági, Bilali • Vezetőedző: Supka Attila | Pajovics — Pauljevics (Simon K. 60'), Kutrumpisz, Csongvai, Antonov — Boumal, Mitrovics (Mack szünetben) — Croizet (Bjeloš 84'), Katona (Kovács D. 60'), Beridze, Zivzivadze • Fel nem használt cserék: Hámori (kapus), Mack, Fehér, Viana, Yahaya • Vezetőedző: Milos Kruscsics |

### Tabellák

#### A bajnokság végeredménye
| Hely. | Csapat               | M  | Gy | D  | V  | G+ | G– | Gk  | P  | Továbbjutás vagy kiesés                       |
| ----- | -------------------- | -- | -- | -- | -- | -- | -- | --- | -- | --------------------------------------------- |
| 1.    | Ferencvárosi TC KGY  | 33 | 22 | 5  | 6  | 60 | 31 | +29 | 71 | UEFA Bajnokok Ligája, 1. selejtezőkör         |
| 2.    | Kisvárda Master Good | 33 | 16 | 11 | 6  | 50 | 34 | +16 | 59 | UEFA Európa Konferencia Liga, 2. selejtezőkör |
| 3.    | Puskás Akadémia FC   | 33 | 14 | 12 | 7  | 43 | 34 | +9  | 54 | UEFA Európa Konferencia Liga, 2. selejtezőkör |
| 4.    | MOL Fehérvár FC      | 33 | 13 | 9  | 11 | 48 | 43 | +5  | 48 | UEFA Európa Konferencia Liga, 2. selejtezőkör |
| 5.    | Újpest FC            | 33 | 12 | 8  | 13 | 50 | 48 | +2  | 44 |                                               |
| 6.    | Paksi FC             | 33 | 12 | 7  | 14 | 75 | 63 | +12 | 43 |                                               |
| 7.    | Debreceni VSC Ú      | 33 | 10 | 9  | 14 | 45 | 52 | −7  | 39 |                                               |
| 8.    | Zalaegerszegi TE FC  | 33 | 10 | 9  | 14 | 44 | 58 | −14 | 39 |                                               |
| 9.    | Budapest Honvéd FC   | 33 | 10 | 8  | 15 | 48 | 51 | −3  | 38 |                                               |
| 10.   | Mezőkövesd Zsóry FC  | 33 | 10 | 8  | 15 | 37 | 49 | −12 | 38 |                                               |
| 11.   | MTK Budapest FC K    | 33 | 9  | 9  | 15 | 28 | 50 | −22 | 36 | NB II                                         |
| 12.   | Gyirmót FC Győr Ú K  | 33 | 7  | 11 | 15 | 34 | 49 | −15 | 32 | NB II                                         |

#### Mérkőzések összesített tabellája
| H   | Csapat                     | M  | GY | D | V | LG | KG | GK  | SZP | Forma |
| --- | -------------------------- | -- | -- | - | - | -- | -- | --- | --- | ----- |
| 1.  | Kisvárda                   | 16 | 11 | 3 | 2 | 32 | 17 | +15 | 36  |       |
| 2.  | Ferencváros (CV) (B) (KGY) | 17 | 10 | 3 | 4 | 32 | 21 | +11 | 33  |       |
| 3.  | Fehérvár                   | 16 | 9  | 3 | 4 | 28 | 20 | +8  | 30  |       |
| 4.  | Puskás Akadémia            | 16 | 8  | 3 | 5 | 23 | 19 | +4  | 27  |       |
| 5.  | Újpest                     | 17 | 7  | 5 | 5 | 28 | 22 | +6  | 26  |       |
| 6.  | Paks                       | 17 | 7  | 2 | 8 | 37 | 32 | +5  | 23  |       |
| 7.  | Zalaegerszeg               | 17 | 6  | 4 | 7 | 24 | 26 | –2  | 22  |       |
| 8.  | Debrecen (Ú)               | 16 | 5  | 6 | 5 | 24 | 23 | +1  | 21  |       |
| 9.  | Budapest Honvéd            | 16 | 5  | 5 | 6 | 24 | 22 | +2  | 20  |       |
| 10. | MTK Budapest               | 17 | 5  | 5 | 7 | 12 | 21 | –9  | 20  |       |
| 11. | Mezőkövesd                 | 16 | 4  | 6 | 6 | 16 | 21 | –5  | 18  |       |
| 12. | Gyirmót (Ú)                | 17 | 2  | 8 | 7 | 15 | 23 | –8  | 14  |       |

| H   | Csapat                     | M  | GY | D | V | LG | KG | GK  | SZP | Forma |
| --- | -------------------------- | -- | -- | - | - | -- | -- | --- | --- | ----- |
| 1.  | Ferencváros (CV) (B) (KGY) | 16 | 12 | 2 | 2 | 28 | 10 | +18 | 38  |       |
| 2.  | Puskás Akadémia            | 17 | 6  | 9 | 2 | 20 | 15 | +5  | 27  |       |
| 3.  | Kisvárda                   | 17 | 5  | 8 | 4 | 18 | 17 | +1  | 23  |       |
| 4.  | Mezőkövesd                 | 17 | 6  | 2 | 9 | 21 | 28 | –7  | 20  |       |
| 5.  | Paks                       | 16 | 5  | 5 | 6 | 38 | 31 | +7  | 20  |       |
| 6.  | Újpest                     | 16 | 5  | 3 | 8 | 22 | 26 | –4  | 18  |       |
| 7.  | Budapest Honvéd            | 17 | 5  | 3 | 9 | 24 | 29 | –5  | 18  |       |
| 8.  | Gyirmót (Ú)                | 16 | 5  | 3 | 8 | 19 | 26 | –7  | 18  |       |
| 9.  | Debrecen (Ú)               | 17 | 5  | 3 | 9 | 21 | 29 | –8  | 18  |       |
| 10. | Fehérvár                   | 17 | 4  | 6 | 7 | 20 | 23 | –3  | 18  |       |
| 11. | Zalaegerszeg               | 16 | 4  | 5 | 7 | 20 | 32 | –12 | 17  |       |
| 12. | MTK Budapest               | 16 | 4  | 4 | 8 | 16 | 29 | –13 | 16  |       |

(CV): Bajnoki címvédő csapat; (B): Bajnokcsapat; (Ú): Újonc csapat; (KGY): Kupagyőztes;
Forma: Az első helyen az adott csapat legutóbbi mérkőzésének kimenetele látható, míg balról az 5. helyen az 5 mérkőzéssel ezelőtti összecsapás kimenetele.
Sorrend szabályai: 1) pontszám; 2) több győzelem; 3) jobb gólkülönbség; 4) több szerzett gól; 5) az egymás ellen játszott mérkőzések pontkülönbsége; 6) az egymás ellen játszott mérkőzések gólkülönbsége; 7) az egymás ellen játszott mérkőzéseken az idegenben szerzett több gól; 8) a fair play értékelésében elért jobb helyezés; 9) sorsolás;

### Helyezések fordulónként
| Forduló  | 1   | 2  | 3  | 4   | 5   | 6   | 7   | 8   | 9   | 10  | 11  | 12  | 13  | 14  | 15  | 16  | 17  | 18  | 19  | 20  | 21  | 22  | 23 | 24 | 25 | 26 | 27 | 28 | 29 | 30 | 31 | 32 | 33 |
| Helyszín | o   | i  | o  | o   | i   | o   | i   | o   | i   | o   | i   | i   | o   | i   | i   | o   | i   | o   | i   | o   | i   | o   | o  | i  | o  | o  | i  | o  | i  | o  | i  | o  | i  |
| -------- | --- | -- | -- | --- | --- | --- | --- | --- | --- | --- | --- | --- | --- | --- | --- | --- | --- | --- | --- | --- | --- | --- | -- | -- | -- | -- | -- | -- | -- | -- | -- | -- | -- |
| Eredmény | V   | D  | D  | V   | V   | D   | V   | V   | D   | GY  | D   | V   | GY  | GY  | V   | GY  | V   | V   | V   | D   | GY  | GY  | GY | GY | V  | GY | GY | GY | V  | D  | V  | D  | GY |
| Helyezés | 11. | 8. | 9. | 12. | 12. | 11. | 11. | 12. | 12. | 12. | 12. | 12. | 12. | 10. | 11. | 10. | 10. | 10. | 11. | 12. | 11. | 10. | 9. | 6. | 9. | 7. | 5. | 4. | 6. | 6. | 6. | 6. | 5. |

Helyszín: o = otthon (hazai pályán); i = idegenben. Eredmény: GY = győzelem; D = döntetlen; V = vereség.
‡ A csapat valós helyezése eltérhet az itt feltüntetettől, ugyanis a jelölt fordulókban több csapatnak elhalasztott mérkőzése volt, ami befolyásolhatja a valós  sorrendet.
A csapat helyezései fordulónként, idővonalon ábrázolva.

### Fordulóról fordulóra
A táblázat a csapatok helyezését mutatja az OTP Bank Ligában, fordulóról fordulóra.
A forduló sorszáma alatti jelre kattintva átrendezheti a táblázatot az adott forduló csapatsorrendjére.
| Csapat ╲ Forduló | 1          | 2  | 3  | 4  | 5  | 6  | 7  | 8  | 9  | 10 | 11 | 12 | 13 | 14 | 15 | 16 | 17 | 18 | 19 | 20 | 21 | 22 | 23 | 24 | 25 | 26 | 27 | 28 | 29 | 30 | 31 | 32 | 33 |   |
| ---------------- | ---------- | -- | -- | -- | -- | -- | -- | -- | -- | -- | -- | -- | -- | -- | -- | -- | -- | -- | -- | -- | -- | -- | -- | -- | -- | -- | -- | -- | -- | -- | -- | -- | -- | - |
| Csapat ╲ Forduló | Debrecen Ú | 1  | 3  | 4  | 5  | 9  | 6  | 8  | 8  | 10 | 10 | 10 | 9  | 9  | 9  | 10 | 9  | 9  | 9  | 8  | 10 | 8  | 7  | 8  | 9  | 8  | 9  | 10 | 8  | 9  | 9  | 8  | 7  | 7 |
| Fehérvár         | 6          | 7  | 8  | 6  | 3  | 5  | 7  | 6  | 4  | 7  | 4  | 4  | 4  | 4  | 4  | 4  | 4  | 4  | 4  | 4  | 4  | 6  | 6  | 7  | 6  | 6  | 6  | 5  | 5  | 4  | 4  | 4  | 4  |   |
| Ferencváros      | 10         | 11 | 7  | 10 | 8  | 3  | 2  | 1  | 2  | 2  | 2  | 1  | 1  | 1  | 1  | 2  | 1  | 1  | 2  | 1  | 1  | 1  | 1  | 1  | 1  | 1  | 1  | 1  | 1  | 1  | 1  | 1  | 1  |   |
| Gyirmót Ú        | 5          | 10 | 10 | 11 | 11 | 12 | 12 | 11 | 11 | 11 | 11 | 10 | 10 | 11 | 12 | 12 | 12 | 11 | 10 | 9  | 10 | 11 | 11 | 11 | 11 | 11 | 11 | 11 | 11 | 12 | 12 | 12 | 12 |   |
| Honvéd           | 12         | 12 | 12 | 9  | 5  | 8  | 4  | 4  | 6  | 8  | 8  | 8  | 7  | 7  | 6  | 6  | 8  | 8  | 9  | 8  | 9  | 9  | 7  | 8  | 7  | 8  | 9  | 10 | 10 | 10 | 10 | 10 | 9  |   |
| Kisvárda         | 3          | 2  | 1  | 1  | 1  | 1  | 1  | 2  | 1  | 1  | 1  | 3  | 3  | 2  | 2  | 1  | 2  | 3  | 3  | 3  | 3  | 3  | 3  | 3  | 3  | 3  | 3  | 3  | 2  | 3  | 2  | 2  | 2  |   |
| Mezőkövesd       | 2          | 1  | 2  | 3  | 7  | 7  | 9  | 10 | 8  | 6  | 5  | 5  | 5  | 5  | 5  | 5  | 6  | 6  | 7  | 6  | 7  | 8  | 10 | 10 | 10 | 10 | 8  | 9  | 8  | 8  | 9  | 9  | 10 |   |
| MTK Budapest     | 7          | 4  | 6  | 2  | 6  | 9  | 5  | 7  | 9  | 9  | 9  | 11 | 11 | 12 | 9  | 11 | 11 | 12 | 12 | 11 | 12 | 12 | 12 | 12 | 12 | 12 | 12 | 12 | 12 | 11 | 11 | 11 | 11 |   |
| Paks             | 9          | 5  | 5  | 7  | 4  | 2  | 3  | 3  | 5  | 4  | 6  | 6  | 6  | 6  | 8  | 8  | 7  | 5  | 5  | 5  | 6  | 4  | 4  | 4  | 5  | 5  | 7  | 7  | 4  | 5  | 5  | 5  | 6  |   |
| Puskás Akadémia  | 4          | 6  | 3  | 4  | 2  | 4  | 6  | 5  | 3  | 3  | 3  | 2  | 2  | 3  | 3  | 3  | 3  | 2  | 1  | 2  | 2  | 2  | 2  | 2  | 2  | 2  | 2  | 2  | 3  | 2  | 3  | 3  | 3  |   |
| Újpest           | 11         | 8  | 9  | 12 | 12 | 11 | 11 | 12 | 12 | 12 | 12 | 12 | 12 | 10 | 11 | 10 | 10 | 10 | 11 | 12 | 11 | 10 | 9  | 6  | 9  | 7  | 5  | 4  | 6  | 6  | 6  | 6  | 5  |   |
| Zalaegerszeg     | 8          | 9  | 11 | 8  | 10 | 10 | 10 | 9  | 7  | 5  | 7  | 7  | 8  | 8  | 7  | 7  | 5  | 7  | 6  | 7  | 5  | 5  | 5  | 5  | 4  | 4  | 4  | 6  | 7  | 7  | 7  | 8  | 8  |   |

## MOL Magyar Kupa
Győzelem
      Döntetlen
      Vereség
| 2021. július 22. |

| Tiszakécskei LC (NB II.) | 0 – 3 | Újpest FC |
| ------------------------ | ----- | --------- |
|                          |       |           |

| Részletek |

| 2021. október 27. |

| Budafoki MTE (NB II.) | 1 – 2 | Újpest FC |
| --------------------- | ----- | --------- |
|                       |       |           |

| Részletek |

| 2022. február 8. |

| Újpest FC | 2 – 1 | Kisvárda Master Good |
| --------- | ----- | -------------------- |
|           |       |                      |

| Részletek |

| 2022. március 2. |

| Békéscsaba 1912 Előre (NB II.) | 2 – 3 | Újpest FC |
| ------------------------------ | ----- | --------- |
|                                |       |           |

| Részletek |

| 2022. április 19. |

| Paksi FC | 3 – 0 | Újpest FC |
| -------- | ----- | --------- |
|          |       |           |

| Részletek |

### 8. forduló (főtábla 3. forduló)
| 2021. szeptember 18., szombat 18:00 |

| Tiszakécskei LC (NB II.) | 0 – 3               | Újpest FC                                         |
| ------------------------ | ------------------- | ------------------------------------------------- |
| Csáki 89′                | (0 – 1) Jegyzőkönyv | Diaby 38' (0–1) Diaby 53' (0–2) Beridze 60' (0–3) |

| Városi Sportcentrum, Tiszakécske Nézőszám: 750 Játékvezető: Kovács J. Zoltán (magyar) Asszisztensek: Becséri Gergely és Ring Kevin |

| Tajti N. — Vachtler, Végső, Kiprich D. (Oláh M. 14'), Csáki, Gyurján B. (Uzoma 59') — Albert Á., Horváth A., Pál A. (Kovács B. 59') — Zádori (Szalay Sz. 66'), Kalmár F. (Simon M. 66') • Fel nem használt cserék: Holczer, Erdei, Pongrácz, Galacs, Farkas A.• Vezetőedző: Visinka Ede | Pajovics (Banai 76') — Pauljevics (Simon K. 58'), Kasztrati, Kutrumpisz (Csongvai 62'), Diaby, Antonov — Croizet (Stieber Z. 58'), Mack (Katona 58'), Mitrovics — Viana, Beridze • Fel nem használt cserék: Fehér, Máté, Bjelos, Mucsányi, Szakály P., Kovács D., Kálnoki-Kis Zs. • Vezetőedző: Michael Oenning |

### 9. forduló (főtábla 4. forduló)
| 2021. október 27., szerda 18:00 |

| Budafoki MTE (NB II.) | 1 – 2               | Újpest FC                                                             |
| --------------------- | ------------------- | --------------------------------------------------------------------- |
| Szalai D. 64' (0–1)   | (0 – 0) Jegyzőkönyv | Beridze 46' (11-esből) (1–1) Beridze 88' (1–2) Csongvai 32' Diaby 37' |

| Budafoki MTE Sporttelep, Budafok Nézőszám: 1.000 Játékvezető: Barna Gábor (magyar) Asszisztensek: Becséri Gergely és Ring Kevin |

| Bese B. — Fekete (Szalai D. 55'), Horgosi, Fótyik (Jagodics szünetben), Margitics (Kalmár O. 70') — Nándori, Soltész I. — Szabó M., Zuigéber (Adorján K. szünetben), Papp M. (Ihrig-Farkas 83') — Kovács D. • Vezetőedző: Csizmadia Csaba | Banai — Kasztrati, Kutrumpisz, Diaby (Pauljevics 65') — Csongvai, Mitrovics (Szakály P. 90+1'), Katona (Stieber Z. 65'), Mack (Bjelos 90+3'), Antonov — Kone (Viana 65'), Beridze • Vezetőedző: Michael Oenning |

### Nyolcaddöntő (főtábla 5. forduló)
| 2022. február 8., kedd 17:15 |

| Újpest FC                                                     | 2 – 1               | Kisvárda Master Good                                              |
| ------------------------------------------------------------- | ------------------- | ----------------------------------------------------------------- |
| Simon K. 74' (1–1) Csongvai 90+3' (2–1) Viana 82' Antonov 89' | (0 – 0) Jegyzőkönyv | Camaj 68' (0–1) Králik 19' Gosztonyi 40' Navrátil 58' Peteleu 66' |

| Szusza Ferenc stadion, Budapest Nézőszám: 1.000 Játékvezető: Vad II. István (magyar) Asszisztensek: Tóth II. Vencel és Vígh-Tarsonyi Gergő |

| Pajovics — Kasztrati (Beridze 58'), Kuusk, Kutrumpisz, Antonov — Pauljevics, Csongvai, Bjelos, Yahaya (Simon K. 73') — Croizet (Viana 59') — Kone (Mitrovics 59') • Vezetőedző: Milos Kruscsics | Hotra — Hej (Leoni 62'), Králik, Prenga, Peteleu — Karabeljov (Melnik 62'), Zlicsics (Makowski 78') — Navrátil, Nagy Mihály (Ötvös 78'), Gosztonyi (Mešanović 62') — Camaj • Vezetőedző: Révész Attila |

### Negyeddöntő (főtábla 6. forduló)
| 2022. március 2., szerda 20:00 (tv: M4 Sport) |

| Békéscsaba 1912 Előre (NB II.)                                         | 2 – 3               | Újpest FC                                                                               |
| ---------------------------------------------------------------------- | ------------------- | --------------------------------------------------------------------------------------- |
| Ilyés 17' (1–1) Tóth D. 77' (2–3) Babinyecz 40' Mikló 74' Albert 90+2' | (1 – 2) Jegyzőkönyv | Simon K. 3' (0–1) Yahaya 39' (1–2) Bjelos 56' (1–3) Boumal 69' Antonov 90' Bjelos 90+2' |

| Kórház utcai stadion, Békéscsaba Nézőszám: 1.920 Játékvezető: Káprály Mihály (magyar) Asszisztensek: Becséri Gergely és Rózsa Dávid |

| Winter — Hodonicki, Farkas M., Albert, Mikló — Váradi (Farkas B. 61'), Zvara (Varga Sz. 73'), Babinyecz (Fazekas L. 61'), Gránicz (Pantovics 61') — Ilyés (Lukács R. 73'), Tóth D. • Vezetőedző: Schindler Szabolcs | Pajovics — Kasztrati, Kutrumpisz (Kuusk szünetben), Kádár, Antonov — Mack (Onovo 64'), Boumal — Croizet (Yahaya 23'), Bjelos, Simon K. (Beridze 64') — Viana (Zivzivadze 82') • Vezetőedző: Milos Kruscsics |

### Elődöntő (főtábla 7. forduló)
| 2022. április 19., kedd 20:00 (tv: M4 Sport) |

| Paksi FC                                                                          | 3 – 0               | Újpest FC                             |
| --------------------------------------------------------------------------------- | ------------------- | ------------------------------------- |
| Diaby 28' (öngól) (1–0) Windecker 66' (2–0) Sajbán 86' (3–0) Lenzsér 41' Ádám 69' | (1 – 0) Jegyzőkönyv | Beridze 6' Antonov 64' Kutrumpisz 73′ |

| Fehérvári úti stadion, Paks Nézőszám: 3.214 Játékvezető: Bogár Gergő (magyar) Asszisztensek: Albert István és Vígh-Tarsonyi Gergő |

| Nagy G. — Lenzsér (Szabó J. szünetben), Tamás O., Kinyik — Windecker — Kovács N., Sajbán, Balogh B. (Haraszti 83'), Medgyes S. — Nagy R. (Szabó B. 62'), Ádám (Böde 88') • Vezetőedző: Bognár György | Pajovics — Pauljevics, Kutrumpisz, Diaby, Antonov — Croizet (Katona 75'), Mitrovics (Bjelos 63'), Beridze — Zivzivadze • Vezetőedző: Milos Kruscsics |

## UEFA Európa Konferencia Liga
Győzelem
      Döntetlen
      Vereség
| 2021. július 22. |

| Újpest FC | 2–1 | FC Vaduz |
| --------- | --- | -------- |
|           |     |          |

| Részletek |

| 2021. július 29. |

| FC Vaduz | 1–3 | Újpest FC |
| -------- | --- | --------- |
|          |     |           |

| Részletek |

| 2021. augusztus 5. |

| Újpest FC | 1–2 | FC Basel |
| --------- | --- | -------- |
|           |     |          |

| Részletek |

| 2021. augusztus 12. |

| FC Basel | 4–0 | Újpest FC |
| -------- | --- | --------- |
|          |     |           |

| Részletek |

### 2. selejtezőkör
| 2021. július 22., csütörtök 21:00 |

| Újpest FC                                                                                     | 2–1               | FC Vaduz                                                       |
| --------------------------------------------------------------------------------------------- | ----------------- | -------------------------------------------------------------- |
| Stieber 7' (1–0) Tallo 64' (2–0) Tallo 40' Beridze 53' Kastrati 56' Viana 90' Mitrovics 90+2' | (1–0) Jegyzőkönyv | Cicek 81' (2–1) Hug 35' Schmied 53' Lüchinger 63' Schmid 90+4' |

| Szusza Ferenc Stadion, Budapest Nézőszám: 2.623 Játékvezető: Denys Shurman (ukrán) |

| 2021. július 29., csütörtök 18:00 |

| FC Vaduz                   | 1–3               | Újpest FC                                                              |
| -------------------------- | ----------------- | ---------------------------------------------------------------------- |
| Dobras 7' (1–0) Obexer 27' | (1–1) Jegyzőkönyv | Tallo 28' (11-esből) (1–1) Beridze 47' (1–2) Onovo 85' (1–3) Diaby 81' |

| Rheinpark Stadion, Vaduz Nézőszám: zárt kapus Játékvezető: Christian-Petru Ciochirca (osztrák) |

Továbbjutott az Újpest FC 5–2-es összesítéssel.

### 3. selejtezőkör
| 2021. augusztus 5., csütörtök 21:00 |

| Újpest FC                               | 1–2               | FC Basel                                      |
| --------------------------------------- | ----------------- | --------------------------------------------- |
| Croizet 40' (1–0) Diaby 34' Antonov 49' | (1–0) Jegyzőkönyv | Cabral 55' (1–1) Males 74' (1–2) Millar 90+3' |

| Szusza Ferenc Stadion, Budapest Nézőszám: 2.367 Játékvezető: Jérôme Brisard (francia) |

| 2021. augusztus 12., csütörtök 19:30 |

| FC Basel                                                                | 4–0               | Újpest FC                  |
| ----------------------------------------------------------------------- | ----------------- | -------------------------- |
| Males 22' (1–0) Stocker 45+2' (2–0) Cabral 71' (3–0) Petretta 90' (4–0) | (2–0) Jegyzőkönyv | Kastrati 16' Antonov 45+2' |

| St. Jakob-Park, Bázel Nézőszám: 12.337 Játékvezető: Yigal Frid (izraeli) |

Továbbjutott a Basel FC 6–1-es összesítéssel.

## Tabella parádé

### A bajnokság állása az őszi szezon után
| Hely. | Csapat          | M  | Gy | D | V  | G+ | G– | Gk  | P  | Továbbjutás vagy kiesés |
| ----- | --------------- | -- | -- | - | -- | -- | -- | --- | -- | ----------------------- |
| 1.    | Ferencváros     | 17 | 11 | 2 | 4  | 32 | 13 | +19 | 35 |                         |
| 2.    | Kisvárda        | 17 | 10 | 4 | 3  | 31 | 17 | +14 | 34 |                         |
| 3.    | Puskás Akadémia | 17 | 10 | 4 | 3  | 26 | 18 | +8  | 34 |                         |
| 4.    | Fehérvár        | 17 | 8  | 5 | 4  | 23 | 18 | +5  | 29 |                         |
| 5.    | Zalaegerszeg    | 17 | 6  | 5 | 6  | 25 | 33 | −8  | 23 |                         |
| 6.    | Mezőkövesd      | 17 | 6  | 4 | 7  | 19 | 27 | −8  | 22 |                         |
| 7.    | Paks            | 17 | 6  | 3 | 8  | 42 | 36 | +6  | 21 |                         |
| 8.    | Honvéd          | 17 | 6  | 2 | 9  | 30 | 32 | −2  | 20 |                         |
| 9.    | Debrecen Ú      | 17 | 4  | 6 | 7  | 30 | 29 | +1  | 18 |                         |
| 10.   | Újpest          | 17 | 4  | 5 | 8  | 24 | 30 | −6  | 17 |                         |
| 11.   | MTK             | 17 | 4  | 3 | 10 | 13 | 31 | −18 | 15 |                         |
| 12.   | Gyirmót Ú       | 17 | 3  | 5 | 9  | 17 | 28 | −11 | 14 |                         |

### Mérkőzések összesített tabellája az őszi szezon után
| H   | Csapat           | M | GY | D | V | LG | KG | GK  | SZP |
| --- | ---------------- | - | -- | - | - | -- | -- | --- | --- |
| 1.  | Fehérvár         | 9 | 7  | 1 | 1 | 15 | 7  | +8  | 22  |
| 2.  | Kisvárda         | 9 | 6  | 2 | 1 | 19 | 8  | +11 | 20  |
| 3.  | Ferencváros (CV) | 9 | 5  | 2 | 2 | 18 | 9  | +9  | 17  |
| 4.  | Puskás Akadémia  | 8 | 5  | 1 | 2 | 13 | 10 | +3  | 16  |
| 5.  | Zalaegerszeg     | 9 | 4  | 2 | 3 | 14 | 15 | –1  | 14  |
| 6.  | Debrecen (Ú)     | 8 | 3  | 3 | 2 | 17 | 12 | +5  | 12  |
| 7.  | Mezőkövesd       | 8 | 3  | 3 | 2 | 10 | 12 | –2  | 12  |
| 8.  | Paks             | 8 | 3  | 2 | 3 | 19 | 18 | +1  | 11  |
| 9.  | Újpest           | 8 | 3  | 2 | 3 | 14 | 14 | 0   | 11  |
| 10. | Budapest Honvéd  | 8 | 3  | 1 | 4 | 14 | 14 | 0   | 10  |
| 11. | MTK              | 9 | 3  | 1 | 5 | 7  | 14 | –7  | 10  |
| 12. | Gyirmót (Ú)      | 9 | 1  | 4 | 4 | 7  | 12 | –5  | 7   |

| H   | Csapat           | M | GY | D | V | LG | KG | GK  | SZP |
| --- | ---------------- | - | -- | - | - | -- | -- | --- | --- |
| 1.  | Ferencváros (CV) | 8 | 6  | 0 | 2 | 14 | 4  | +10 | 18  |
| 2.  | Puskás Akadémia  | 9 | 5  | 3 | 1 | 13 | 8  | +5  | 18  |
| 3.  | Kisvárda         | 8 | 4  | 2 | 2 | 12 | 9  | +3  | 14  |
| 4.  | Paks             | 9 | 3  | 1 | 5 | 23 | 18 | +5  | 10  |
| 5.  | Budapest Honvéd  | 9 | 3  | 1 | 5 | 16 | 18 | –2  | 10  |
| 6.  | Mezőkövesd       | 9 | 3  | 1 | 5 | 9  | 15 | –6  | 10  |
| 7.  | Zalaegerszeg     | 8 | 2  | 3 | 3 | 11 | 18 | –7  | 9   |
| 8.  | Fehérvár         | 8 | 1  | 4 | 3 | 8  | 11 | –3  | 7   |
| 9.  | Gyirmót (Ú)      | 8 | 2  | 1 | 5 | 10 | 16 | –6  | 7   |
| 10. | Debrecen (Ú)     | 9 | 1  | 3 | 5 | 13 | 17 | –4  | 6   |
| 11. | Újpest           | 9 | 1  | 3 | 5 | 10 | 16 | –6  | 6   |
| 12. | MTK              | 8 | 1  | 2 | 5 | 6  | 17 | –11 | 5   |

(CV): Bajnoki címvédő csapat; (Ú): Újonc csapat;

### A bajnokság tabellája a tavaszi fordulók alapján
| Hely. | Csapat          | M  | Gy | D | V | G+ | G– | Gk  | P  | Továbbjutás vagy kiesés |
| ----- | --------------- | -- | -- | - | - | -- | -- | --- | -- | ----------------------- |
| 1.    | Ferencváros     | 16 | 11 | 3 | 2 | 28 | 18 | +10 | 36 |                         |
| 2.    | Újpest          | 16 | 8  | 3 | 5 | 26 | 18 | +8  | 27 |                         |
| 3.    | Kisvárda        | 16 | 6  | 7 | 3 | 19 | 17 | +2  | 25 |                         |
| 4.    | Paks            | 16 | 6  | 4 | 6 | 33 | 27 | +6  | 22 |                         |
| 5.    | Debrecen Ú      | 16 | 6  | 3 | 7 | 15 | 23 | −8  | 21 |                         |
| 6.    | Puskás Akadémia | 16 | 4  | 8 | 4 | 17 | 16 | +1  | 20 |                         |
| 7.    | MTK             | 15 | 5  | 5 | 5 | 15 | 19 | −4  | 20 |                         |
| 8.    | Fehérvár        | 16 | 5  | 4 | 7 | 25 | 25 | 0   | 19 |                         |
| 9.    | Gyirmót Ú       | 16 | 4  | 6 | 6 | 17 | 11 | +6  | 18 |                         |
| 10.   | Honvéd          | 16 | 4  | 6 | 6 | 18 | 19 | −1  | 18 |                         |
| 11.   | Mezőkövesd      | 16 | 4  | 4 | 8 | 18 | 22 | −4  | 16 |                         |
| 12.   | Zalaegerszeg    | 16 | 4  | 4 | 8 | 19 | 25 | −6  | 16 |                         |